# Économie de la Suisse
Pour l’article homonyme, voir Économiesuisse.
L'économie de la Suisse figure parmi les plus prospères et les plus développées au monde en dépit de l'absence de matières premières et de son absence de débouché maritime. Le taux de chômage y est structurellement bas, de même que le taux d'inflation. L'industrie, tournée vers l'exportation, est largement spécialisée dans les produits à haute valeur ajoutée.
Comme la plupart des pays européens, la Suisse est essentiellement un pays de petites et moyennes entreprises (PME) occupant moins de 500 personnes, phénomène renforcé par le développement du secteur tertiaire : plus de 99 % des entreprises privées non agricoles étaient ainsi des PME en 2005, un chiffre qui a peu varié depuis la seconde moitié du XXe siècle, : l'évolution du nombre moyen d'emplois à temps plein ne montre pas de tendance à la concentration malgré le dynamisme accru des grandes entreprises privées.
La philosophie de politique économique des autorités est de conception libérale et non interventionniste, ce qui se traduit par une défense du libre-échange, l'absence relative de secteurs subventionnés — à l'exception notable de l'agriculture et des transports — et une politique régionale prudente.

## Histoire
Les fouilles réalisées près de la région de La Tène indiquent que les tribus nomades établies dans l'arc jurassien s'adonnaient à une forme primitive de commerce avec le reste du monde celte. Ce n'est cependant qu'après leur défaite contre Jules César que ces tribus se sédentarisent formellement et que l'Helvétie devient une province prospère de l'Empire romain, profitant de sa position de transit entre la Gaule, la vallée du Rhin et l'Italie. À la suite des invasions barbares (IIIe-Ve siècles), la structure commerciale est désorganisée et seule subsiste une économie agricole archaïque. Les épidémies et famines réduisent la taille de la population, qui se replie sur les structures villageoises et travaille pour le compte d'un seigneur laïc ou d'un monastère. Avec le XIe siècle, le pays connaît un renouveau démographique qui voit apparaître un réseau dense de villes nouvelles, s'accompagne d'une extension des cultures au détriment de la forêt et d'une amélioration des techniques et donc du rendement. Dans les régions montagneuses, l'agriculture laisse peu à peu sa place à l'élevage, aussi bien pour couvrir les besoins locaux que pour l'exportation de laine, viandes, fromages ou peaux.

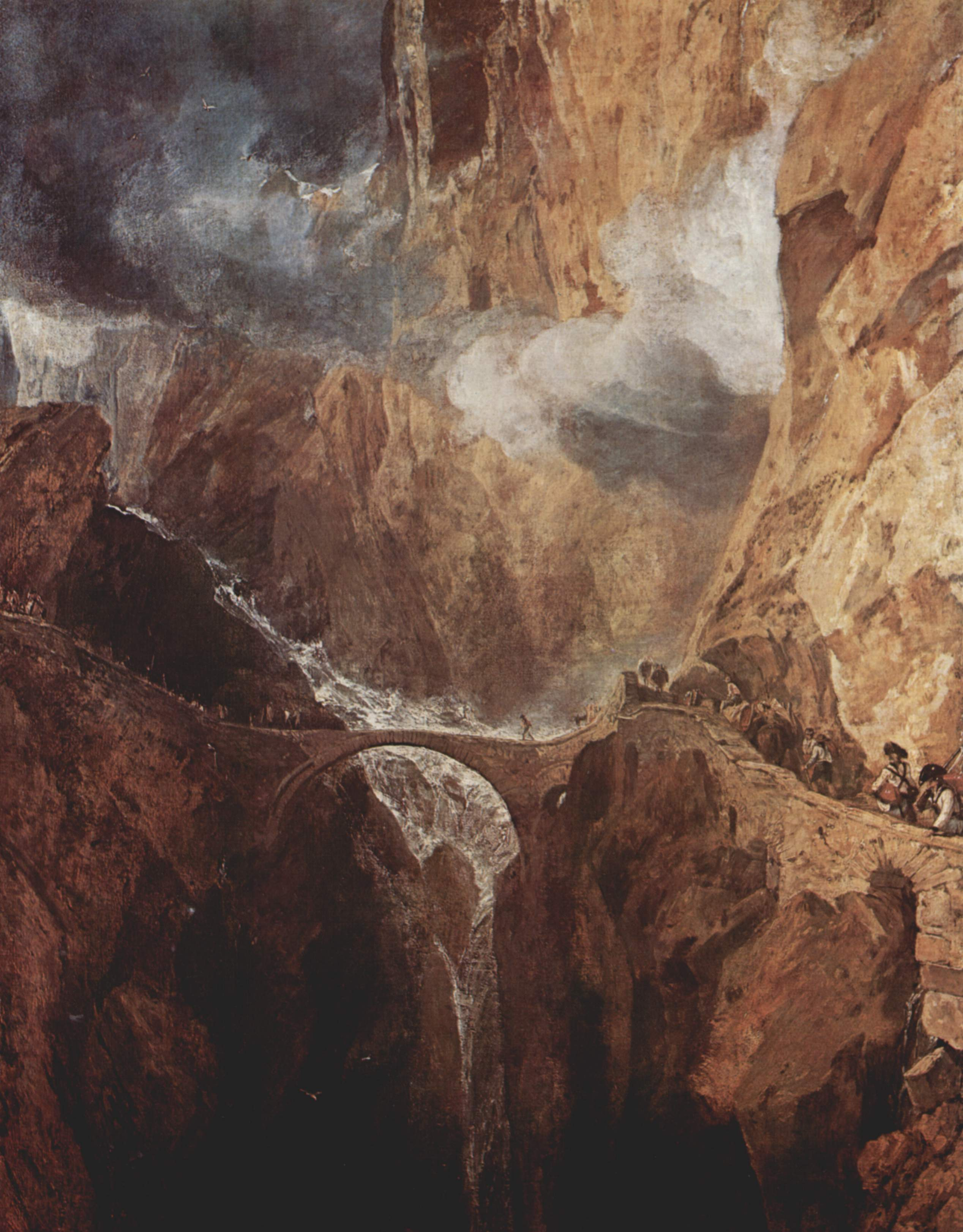
Pont du Diable sur la route du Gothard par J.M.W. Turner

Le tournant majeur de l'histoire économique de la Suisse pré-confédérale est constitué par l'ouverture, à l'initiative des paysans d'Uri, de la route du col du Saint-Gothard (1215-1230) qui ouvre les marchés de l'Italie du nord et permet le passage d'un trafic transeuropéen avec toutes les créations de métiers afférents (aubergistes, guides, muletiers, etc.). Ce trafic ne manque pas d'aiguiser l'appétit des Habsbourg, qui tenteront sans succès d'en prendre le contrôle aux Waldstätten. Le XIVe siècle, et notamment la peste de 1348, marque de nouvelles difficultés d'approvisionnement pour une population urbaine à forte croissance : la crise génère toutefois une dynamisation des salaires, et la richesse désormais concentrée en milieu urbain accroît la demande en produits manufacturés et de luxe, facilitant l'émergence de l'industrie artisanale — qui ne parvient toutefois pas à concurrencer les grands acteurs européens — et du grand commerce.
La performance industrielle de la Suisse reste médiocre durant le Moyen Âge, à l'exception des villes de Fribourg et Saint-Gall qui se spécialisent dans l'industrie textile. D'autres villes, telle Genève, s'appuient sur la position centrale du pays pour développer leurs secteurs commerciaux (soierie, épices, œuvres d'art, armes, etc.) et financiers, Genève devenant rapidement la principale place de foires européennes et le centre des règlements financiers sous les auspices des banquiers principalement Florentins (connus à travers l'Europe sous le terme de « Lombards »).

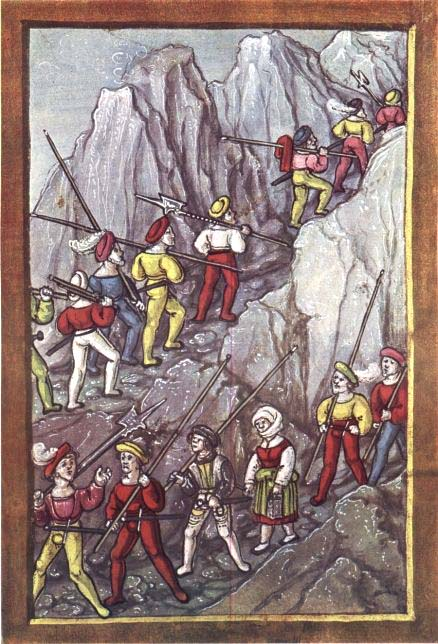
Mercenaires suisses traversant les Alpes en 1499

Les trois siècles reliant la Renaissance au siècle des Lumières commencent par la morosité pour s'achever dans un climat révolutionnaire et voient les principales villes créer un potentiel de richesses faisant de la Suisse l'un des pays les plus prospères au monde. Le secteur agricole fait encore vivre la majorité de la population — dont les conditions de vie se sont détériorées en regard des villes — et constitue le noyau économique presque exclusif de certains cantons. Dès la fin du Moyen Âge, c'est toutefois l'aristocratie urbaine qui possède en grande partie la propriété des terres et tente de tirer le maximum de profits du travail paysan. Envenimée par la pression fiscale, cette situation conduit à des révoltes paysannes comme celle de 1653, alors que l'élevage ne parvient plus à fournir aux producteurs suffisamment de revenus, entraînant de ce fait un sous-développement prolongé des régions de montagne : les dizaines de milliers de jeunes montagnards engagés comme mercenaires au service des princes d'Europe deviennent l'une des principales sources de revenus du pays.
La Réforme protestante du XVIe siècle réveille les villes, qui encouragent l'effort et l'innovation avec l'aide des protestants italiens et français fuyant leurs pays respectifs. Ces derniers suscitent un véritable décollage industriel en développant la draperie, puis l'horlogerie et jouent un rôle majeur dans l'histoire des indiennes de coton en Europe, à Genève puis à Neuchatel. L'industrie du coton, dès les premières années du XVIIIe siècle, devient l'agent de l'intégration économique des cantons par la dispersion du travail proto-industriel : les négociations font alors travailler à façon (Verlag-System) une main-d'œuvre rurale bon marché qui cherche une solution à la relative misère paysanne. Dès 1720, Genève compte 7 usines. À partir des années 1760, la Suisse est concurrencée par l'Alsace et dans les années 1770 par l'Angleterre qui invente de nouvelles machines, à filer et tisser. Seul le secteur de Glaris va y opposer une résistance durable. En 1770, 30 à 40 % de la population helvétique travaille dans ce secteur d'activités, et la Suisse se place derrière l'Angleterre en termes de quantités produites, principalement destinées à l'exportation. En 1800, c'est encore 25 %. Genève est alors à la tête d'un réseau commercial et financier international alimentant le marché suisse en produits et capitaux et permettant la naissance des premières banques privées.
La chute de l'Ancien Régime à la fin du XVIIIe siècle est aussi la cause d'une crise économique découlant de productions agricoles insuffisantes depuis 1770 et de l'irruption des filés de coton réalisés par des moyens mécaniques. L'abolition des corporations sous la République helvétique est promulguée alors que les premières fabriques mécanisées le long des rivières de Suisse alémanique apparaissent. Ce modèle de la révolution industrielle s'appuie sur une main-d'œuvre peu nombreuse et peu payée au regard des standards européens de l'époque (mais bien qualifiée et motivée du fait de son instruction puritaine et paternaliste dans les cantons protestants) ; sur l'autofinancement, qui reste encore la règle jusque vers 1840 en raison de la méfiance du public et des milieux financiers ; et à la synergie entre secteurs modernisés et secteurs traditionnels, l'horlogerie et la soierie restant les fleurons de la production suisse. Le tissu industriel reste donc modeste au regard de la forte concentration des fabriques anglaises et françaises en termes de capacité de production, et la production manuelle domine encore jusque dans les années 1820. La dispersion des sites pousse par ailleurs les fabriques à chercher leur prospérité sur des créneaux de spécialisation hautement qualifiés. Ce n'est qu'une fois le système napoléonien abattu et la crise née du bradage des produits anglais terminée que le démarrage industriel a réellement lieu : les filatures entraînent des besoins croissants en équipements mécaniques, ce qui encourage l'émergence d'un nouveau secteur et l'apparition d'une offre de diversification en matière de produits mécanisés et donc de production textile. Le passage à la mécanisation ne se fait toutefois pas sans mal comme l'illustre l'émeute d'Uster en 1832.

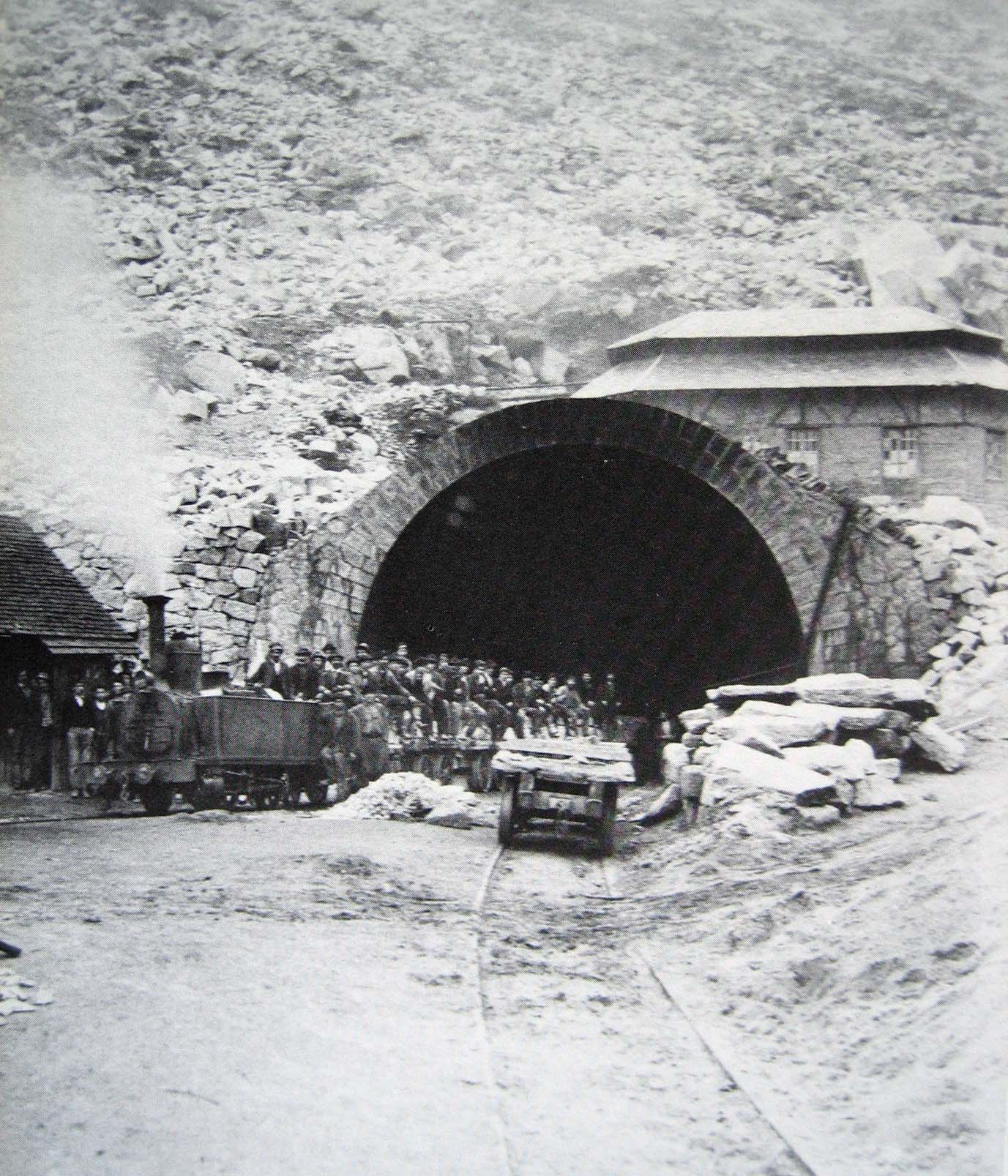
Ouvriers devant le tunnel du Saint-Gothard

Dès sa fondation en 1848, l'État fédéral forme le cadre institutionnel du développement économique du pays — suppression des douanes intérieures, création d'une monnaie unique, traités avec les principaux pays partenaires, limitation du temps de travail à 11 heures et fin du travail des enfants de moins de 14 ans en 1877 — mais se voit rapidement freiné par les dissensions entre centralisateurs et fédéralistes. L'industrie, dont les entreprises se caractérisent par leur caractère familial et l'apport important des ingénieurs, bénéficie grandement de ces réformes et participe au gonflement du produit national et de l'excédent de la balance des paiements malgré une concurrence accrue découlant de l'ouverture de nouveaux espaces industrialisés outre-mer et la dépression mondiales des années 1871-1885. La mécanisation s'étend et touche désormais les secteurs restés traditionnels même si le travail à domicile demeure jusqu'au début du XXe siècle. De nouveaux secteurs voient le jour comme la chimie, qui travaille d'abord à la teinte des tissus avant de se lancer dans la pharmacologie, l'agroalimentaire, l'électrotechnique, etc. La main-d'œuvre encore mal payée et sans sécurité sociale voit sa condition s'améliorer dans les années 1880 avec la contraction du marché du travail, qui entraîne une hausse des salaires et nécessite la venue d'ouvriers italiens, et la structuration des syndicats, ce qui n'empêche toutefois pas d'importantes tensions sociales avant la Première Guerre mondiale. L'époque voit aussi apparaître le réseau de chemin de fer, d'abord régionalisé, mal coordonné et aux mains d'entreprises privées largement déficitaires, puis repris par le gouvernement fédéral dès 1872 et nationalisé en 1898.

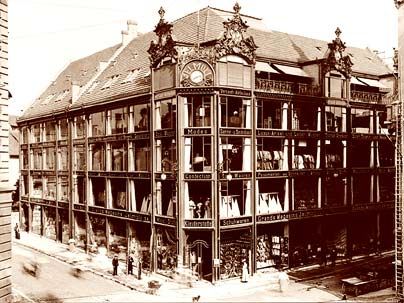
Ouverture du magasin Jelmoli à Zurich en 1896

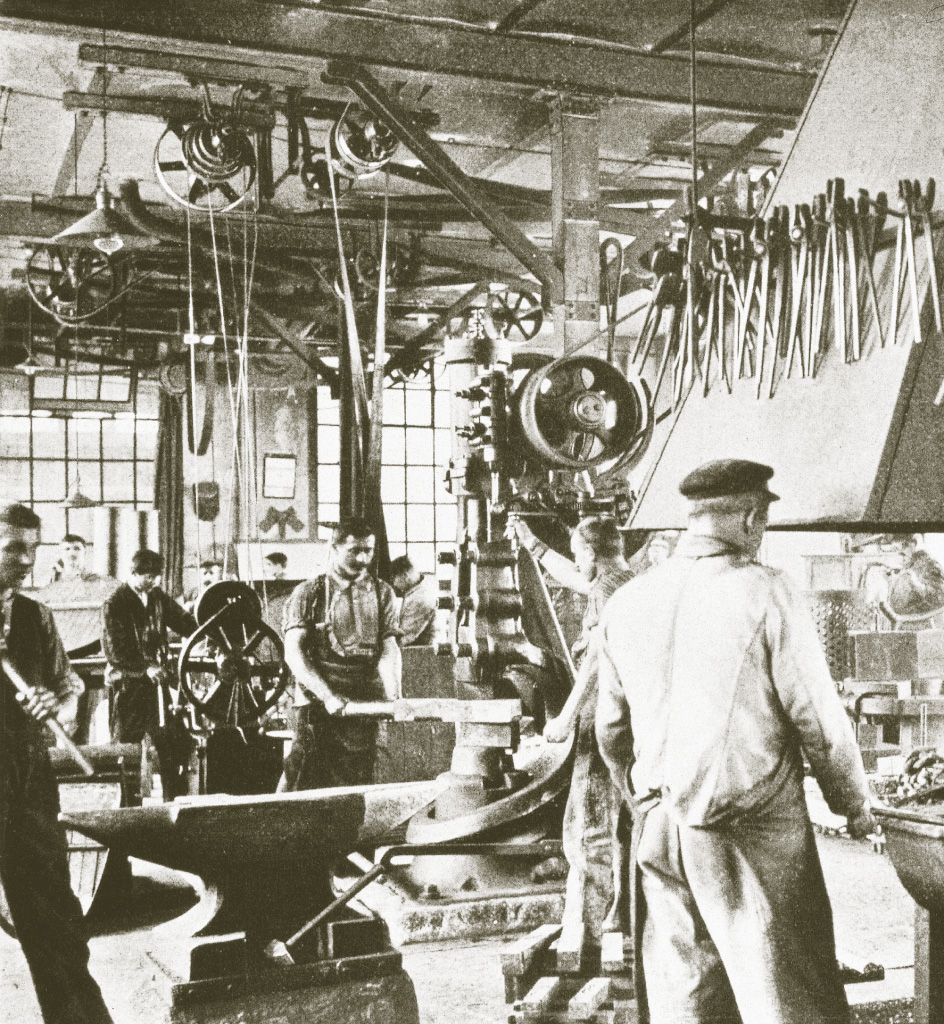
Usine Ammann à Madiswil

Avec cette reprise sont lancés les chantiers des tunnels ferroviaires à travers les Alpes destinés à faciliter le transport de marchandises et de personnes à travers le pays et alimenter le marché intérieur, ouvrant dans le même temps celui-ci au tourisme de masse. Durant cette période, la main-d'œuvre agricole tombe de 54 % de la population active en 1850 à 25 % en 1914, alors que la production s'accroît grâce à la hausse de la productivité favorisée par l'introduction des machines, la mise en place de coopératives, la formation professionnelle, etc. Le secteur commercial est pour sa part marqué par la spécialisation dans l'import-export et le commerce de détail, avec l'apparition des grands magasins dans les villes disposant d'un pouvoir d'achat accru et d'une offre diversifiée. Le tout est alimenté par un secteur bancaire qui continue de se structurer au niveau national et qui rassemble désormais l'épargne individuelle et l'investissement industriel. L'irruption de la Première Guerre mondiale en Europe marque une rupture pour l'économie suisse. Les marchés qui émergent après le conflit transforment radicalement les besoins assurés jusque-là par les entreprises suisses : fin de la soierie, de la cotonnerie, de la dentellerie, de la broderie saint-galloise mais aussi apparition d'une concurrence insurmontable pour l'industrie automobile suisse.
Désormais, les multinationales comme Nestlé prennent la tête du développement industriel suisse alors que les capitaux affluent sur le marché financier national. La crise du début des années 1930 frappe de plein fouet un pays dont 45 % de la population active travaille dans l'industrie, entraînant une concentration dans divers secteurs comme l'agroalimentaire ou l'horlogerie ; le marché du travail est gravement touché, avec 100 000 chômeurs en 1932-1933. La menace d'une nouvelle guerre et la montée du fascisme met à mal la cohésion sociale, poussant quelques employeurs et syndicalistes, d'abord dans l'industrie mécanique, à signer la Paix du travail en 1937. Durant la Seconde Guerre mondiale, le gouvernement doit négocier avec les Alliés et l'Axe afin d'assurer le ravitaillement du pays et prendre des mesures radicales comme le rationnement : le plan Wahlen est mis en place pour accroître la production agricole nationale, ainsi qu'un nouvel ordre des finances fédérales permettant d'accroître la marge de manœuvre du pouvoir fédéral. Après la guerre, la Suisse travaille à plein pour satisfaire les besoins des reconstructions de ses voisins et participe aux innovations technologiques de l'après-guerre dans l'horlogerie, la chimie ou l'agroalimentaire. L'État fédéral renforcé par l'économie de guerre assure la stabilité du franc suisse, négocie des accords multilatéraux pour ouvrir les marchés étrangers aux exportations des entreprises suisses, et agit comme régulateur de la conjoncture nationale et de la sécurité sociale. La forte croissance des années 1960 s'appuie sur une importation de main-d'œuvre étrangère nombreuse mais réduit le besoin d'innovation, alors que les changements liés à l'arrivée de l'informatique et la microélectronique se profilent peu à peu. La crise des années 1970 affecte ainsi l'horlogerie qui tombe de 40 % du marché mondial en 1970 à 17 % en 1981 avant de se ressaisir pour se positionner sur le marché du luxe dès les années 1990. Plus généralement, la Suisse est l'un des rares pays industrialisés à avoir réussi à préserver le plein emploi et une grande stabilité des prix durant les chocs pétroliers. La croissance du produit intérieur brut (PIB), constante jusqu'au début des années 1990, connaît toutefois un sévère ralentissement à la fin du siècle dernier.
En 2013, profitant d'un regain de demande interne en Allemagne, son premier client européen, la Suisse bénéficie d'une croissance solide, le PIB devant augmenter de 2 %. Le pays se distingue ainsi par sa diversification dans l'export (chimie, pharmacie, etc.), en particulier à destination de l'Asie ; d'autre part, il est porté par des produits à haute valeur ajoutée (horlogerie de luxe, ascenseurs, industrie et agriculture notamment). La Suisse figure en première place mondiale du classement de la compétitivité publié par le World Economic Forum pour la cinquième fois consécutive, tirant les bénéfices de la flexibilité de son marché du travail, d'importants investissements en recherche et développement et de son dense tissu de start-up. Avec un pouvoir d'achat et des salaires élevés, le pays connaît un faible taux de chômage, à 3,2 %,.

## Structure du produit intérieur brut

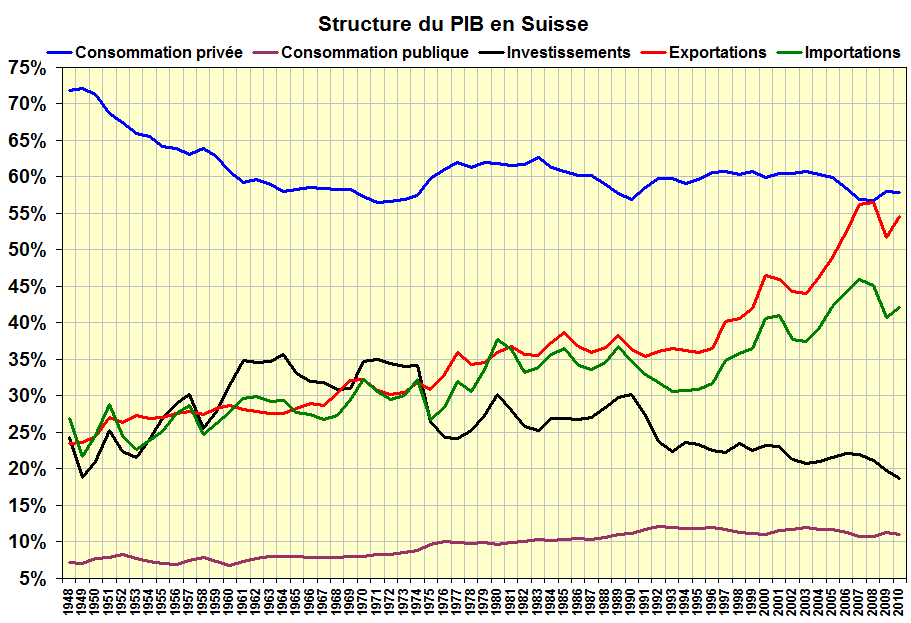
Structure du PIB 1948-2010

En 2009, la consommation privée représentait 57,9 % du PIB, la consommation publique 11,4 % et les investissements 20,6 %. La Suisse se distingue par un taux de consommation publique particulièrement faible parmi les pays de l’OCDE. Le taux d’investissement est le plus bas que la Suisse ait enregistré en cinquante ans, même s’il reste plus élevé que ceux de tous les autres pays du G8. Ce phénomène n’est pas lié à une politique de désinvestissement mais par l’énorme excédent que les échanges commerciaux engendrent : les exportations se chiffrant à 50,4 % et les importations à 40,2 %, soit plus de 10 % du PIB.

## Infrastructures

### Transport
Du fait de sa position géographique au centre de l'Europe, la Suisse possède un réseau routier
et de chemins de fer dense. La traversée des Alpes constitue dans ce contexte un enjeu stratégique pour les transports européens puisque ce massif (qui couvre une bonne partie du pays) sépare l'Italie du reste de l'Europe. Depuis les débuts de l'industrialisation des pays européens, la Suisse a dû constamment améliorer son réseau transalpin, notamment avec l'inauguration du tunnel ferroviaire du Saint-Gothard en 1882 et du tunnel du Simplon en 1906, afin de favoriser son attractivité en matière de localisation de nombreuses entreprises et sa position de plaque tournante des échanges.
Cette position stratégique revient régulièrement lors de négociation avec l'Union européenne : le peuple suisse accepte ainsi, le 21 mai 2000, les sept accords bilatéraux parmi lesquels figurent la libéralisation et l'harmonisation du trafic européen avec la Suisse qui prévoit d'augmenter la limite du poids maximal des camions contrebalancée par une taxe et prévoit d'intensifier la promotion du trafic ferroviaire via les Alpes. Toutefois, de nombreux écologistes et riverains se battent pour une diminution du trafic et l'arrêt des constructions de nouvelles routes, sources de pollution et de nuisances sonores.

#### Transport lacustre et fluvial
Sur 22 lacs et rivières suisses navigables, 26 sociétés de navigation offrent 177 bateaux répartis en 6 catégories différentes qui transportent en 2006, 13,4 millions de passagers,.

#### Transport aérien
La Suisse dispose de trois aéroports internationaux à Zurich (Kloten), Genève (Cointrin) et Bâle-Mulhouse-Fribourg (EuroAirport) ainsi que trois aéroports secondaires à Berne-Belp, Lugano-Agno et Saint-Gall-Altenrhein. Sion possède également un aéroport dont le trafic passager s’établit à 5 590 unités. En 2008, les trois aéroports internationaux ont enregistré 419 474 décollages ou atterrissages d'avions pour un total de 37,6 millions de passagers (dont 234 025 en transit). La compagnie aérienne nationale est Swiss qui a remplacé la compagnie aérienne Swissair ayant déposé son bilan en 2001.

#### Transport ferroviaire
Le réseau ferroviaire suisse s'étend sur 3754 kilomètres de voies normales sur lesquels circulent quotidiennement près de 5 600 trains qui parcourent un total de 344 000 kilomètres. Le réseau est exploité principalement par les Chemins de fer fédéraux (CFF). En 2002, 12 milliards de tonnes-kilomètres de marchandises ont été acheminées par les chemins de fer suisses. Le trafic marchandises représente 37,8 % du trafic total. Le tunnel de base du Lötschberg est en service depuis 2007 et le tunnel de base du Saint-Gothard est opérationnel depuis le 11 décembre 2016.

#### Transport routier
Le réseau routier suisse s'étend sur 1 759 kilomètres d'autoroutes et de routes nationales, qui relient les principales villes du pays, 18 088 kilomètres de routes cantonales et 54 446 kilomètres de routes communales. Les 4/5 des déplacements de personnes s'effectuent par la route mais le Département fédéral de l'environnement, des transports, de l'énergie et de la communication (DETEC) pratique la promotion d'une politique des transports écologiques en combinant les atouts des différents modes de transport.

### Télécommunications et nouvelles technologies de l'information-communication (NTIC)
Le marché des services de télécommunications a commencé à se libéraliser en 1998 avec la division des PTT en deux entités distinctes : La Poste et Swisscom. Si la Poste reste encore une société publique qui conserve le monopole pour les lettres (50 g), il n'en est pas de même pour le marché de la téléphonie avec la création d'une société anonyme, Swisscom, dont la part de l'État reste toutefois majoritaire dans le capital.
D'après l'OCDE et Natixis, la valeur ajoutée des NTIC représente de l'ordre de 7 % de la valeur ajoutée globale, pourcentage comparativement très élevé (le plus élevé de l'OCDE après la Finlande) et facteur important de santé économique (d'après Flash économie no 801 de CIB Natixis).

#### Téléphonie

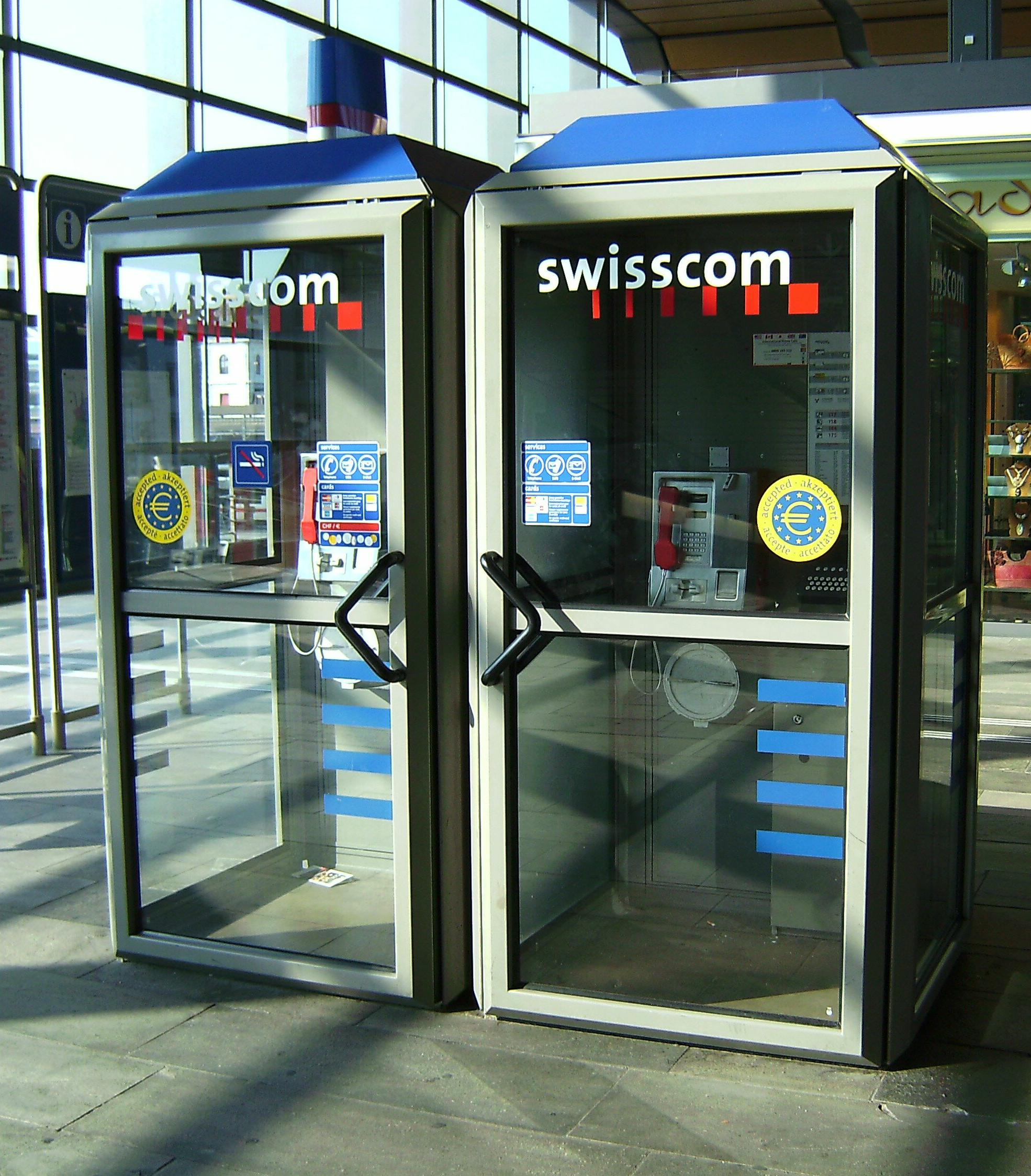
Cabines publiques de Swisscom

Cette libéralisation modérée permet l'entrée de nombreux concurrents sur le marché de la téléphonie fixe et de deux nouveaux opérateurs de la téléphonie mobile : Orange (actuel Salt) et Diax (actuel Sunrise). Cette concurrence permet la réduction des coûts liés à la télécommunication. Toutefois, la libéralisation n'est pas complète, car Swisscom possède encore un monopole sur le dernier kilomètre (celui qui relie l'abonné à la centrale) qui fait l'objet de discussions : certains pensent que la fin de ce monopole permettrait la baisse des tarifs pour l'accès à Internet et au réseau fixe, alors que la plus grande crainte des opposants est que cette libéralisation entraîne un fossé technologique entre villes et campagnes.
En 2002, on recensait plus de 5,4 millions de raccordements au réseau fixe et 6,1 millions de clients au réseau mobile (2003), les entreprises de téléphonie (fixe et mobile) enregistrant un chiffre d'affaires cumulé d'environ 14 milliards de francs. Actuellement, la couverture des réseaux mobiles atteint 99,9 % de la population. Selon une étude, 84 % de la population possède un mobile.

#### Internet
Internet a connu une progression fulgurante en Suisse dès les années 2000. En 2003, le pays abritait 2,7 millions d'abonnés, ce qui fait de la Suisse l'un des pays européens dont le nombre d'internautes par rapport à la population est le plus fort. L'accès au réseau à haut débit, avec 1 282 000 accès en 2004, présente là aussi l'un des taux de pénétration les plus élevés d'Europe après la Belgique, le Danemark et les Pays-Bas. Toutefois, le tarif est plus cher que la moyenne européenne et cela pour des débits plus bas, résultat entre autres d'un choix technologique différent de celui des autres pays européens.
Le câble et l'ADSL possèdent des parts de marché presque égales dans l'accès à l'Internet à haut débit avec un léger avantage pour l'ADSL.

### Énergie
Pour répondre aux demandes croissantes d'énergie d'après la Seconde Guerre mondiale, on assiste à une vague de construction de centrales hydroélectriques dans les années 1950-1970 et à l'introduction de centrales nucléaires dès la fin des années 1960, car la Suisse est très pauvre en matières premières et ne dispose pas d'énergies fossiles.
L'un de ses grands atouts pour produire de l'électricité est sa position géographique au cœur de l'Europe et ses ressources hydrauliques : connue comme le « château d'eau » de l'Europe, elle abrite la source de grands fleuves européens comme le Rhône ou le Rhin, ce qui favorise la construction de barrages pour la production énergétique. Celle-ci est donc principalement assurée grâce à l'énergie hydraulique (55,2 %) et l'énergie nucléaire (40 %). Un projet nommé « sortir du nucléaire », qui prévoyait la diminution de la production d'énergie nucléaire, a été refusé par une votation populaire en 2003.
En 2003, la production atteint 62 373 GWh. En 2007, après deux années soldées par des importations d'électricité (6,3 milliards de kWh en 2005 et 2,7 milliards de kWh en 2006), la Suisse est, en 2007, de nouveau devenue excédentaire sur son solde importation-exportation d'électricité. Sur l'année civile 2007, ce solde se monte à 2,1 milliards de kWh. La production d'électricité en Suisse étant dépendante des barrages d'accumulation en altitude, elle ne couvre pas la demande (consommation du réseau). Ainsi, l'hiver la Suisse importe de l'électricité et en exporte l'été. Les échanges se font principalement avec la France et l'Italie. La Suisse importe l'ensemble du combustible nucléaire utilisé dans ses centrales nucléaires. Les autres formes d'énergie importées sont l'énergie fossile (11,7 millions de tonnes de pétrole brut et de produits raffinés), le charbon (335 milliers de tonnes) et le gaz naturel (110 310 térajoules équivalent énergie).
Les principaux consommateurs d'énergie sont l'industrie (31,7 %), les ménages (31,2 %), les services (27,2 %) et les transports (8,2 %)). Les dépenses des consommateurs finaux atteignent 28,4 milliards de francs, soit 5,6 % du PIB.
Si en 1990, 1440 entreprises et centrales électriques sont recensées sur le territoire national, dans les faits et de nos jours près de 70 % de la production d'énergie est contrôlée par dix grandes entreprises : les CFF, six sociétés d'envergure régionale (Forces motrices du Nord-Est, Forces motrices bernoises, Électricité de Laufenbourg, Énergie Ouest Suisse, Forces motrices de Suisse centrale et Atel) et trois sociétés urbaines à Bâle, Zurich et Berne.
Après les difficultés liées à l'opposition au nucléaire, les années 1990 et 2000 voient une période de turbulences provoquées par la libéralisation des marchés dans l'Union européenne et illustrée par le rejet en 2002 de la loi sur le marché de l'électricité en votation.

## Structure économique
Origine du capital des 30 plus grandes sociétés en Suisse, 2018
- Suisse (39 %)
- Amérique du Nord (33 %)
- Europe (24 %)
- Reste du monde (4 %)

En 2011, le PIB se monte à 664,5 milliards de dollars, plaçant le pays au 19e rang mondial par sa taille. Une croissance économique de 2¼%, dépassant celle de la zone euro pour la période 2004-2011, permet à la Suisse de rattraper treize années de croissance molle lorsque le PIB par habitant ne progressait que de 0,4 % par an. La croissance a mieux résisté aux turbulences de l'économie mondiale suscitées par la hausse des prix de l'énergie et des matières premières, même conjuguée à la crise des subprimes américaines ayant durement affecté le secteur bancaire en 2008.
La clé de cette résilience repose en partie sur de vieux acquis : de bonnes infrastructures, une main d'œuvre bien formée et flexible, une ouverture économique importante aux capitaux et personnes,. Ces qualités s'étendent à tous les secteurs d'activité, permettant ainsi une plus grande adaptation aux difficultés conjoncturelles et sectorielles.

### Agriculture
Le secteur primaire occupe une place minime dans l'économie suisse car les coûts ne permettent pas la vente à l'étranger sans des aides de l'État se chiffrant en milliards de francs. Ces aides qui permettent de faire vivre dans des conditions raisonnables bon nombre d'agriculteurs-paysagers, sont définies par un article constitutionnel. Historiquement, cette intégration de la politique agricole au cadre institutionnel suisse s'explique par le besoin d'assurer l'indépendance alimentaire du pays au sein d'un espace géopolitique européen conflictuel. On assiste cependant depuis la fin de la Seconde Guerre mondiale, et plus encore depuis les réformes constitutionnelles de la fin des années 1990, à une réorientation des aides vers la protection des sols et des paysages, indépendamment des niveaux de production. En dépit de cette tendance, en 2018, la moitié des subventions agricoles fédérales était déversée dans les chaînes de transformation et de distribution, tandis que l'autre moitié était dédiée directement à la paysannerie .

Selon le rapport agricole 2010 de l'Office fédéral de l'agriculture (OFAG), la Suisse compte 60 034 exploitations agricoles, et 166 722 personnes étaient occupées dans l'agriculture, essentiellement de la main-d'œuvre familiale. Depuis le début de l'année 2000, l'agriculture a vu disparaître 10 000 exploitations agricoles et 37 000 travailleurs agricoles. Le potentiel de diminution des petites structures est maintenant largement épuisé, relève l'OFAG. Le revenu agricole moyen avoisinait les 60 000 francs suisses en 2009. D'autre part, le secteur agricole est fortement endetté avec un facteur d'endettement — soit le nombre théorique d'année pour rembourser un prêt — qui a augmenté de plus d'un an et demi depuis 2000.

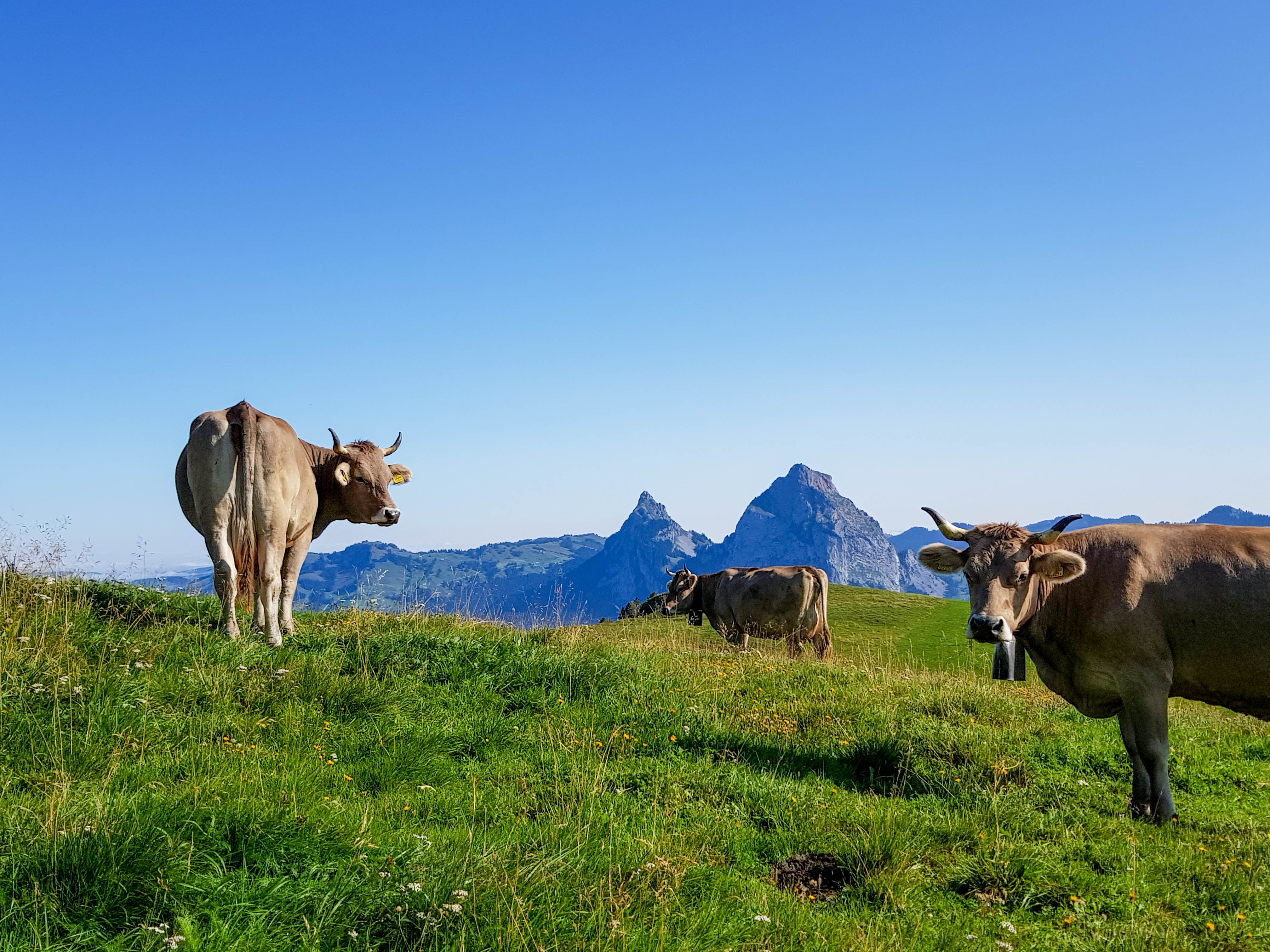
Élevage bovin, août 2019.

Les terres arables fertiles ne cessent de reculer en Suisse. La statistique de la superficie de 2005 montre qu'entre 1985 et 1997, les surfaces agricoles et alpestres ont diminué de 482 km2. La plupart (64 %) de ces surfaces a été affecté à l'habitat (urbanisation), le reste s'est transformé en forêt, principalement sur les terrains d'altitude escarpés.
La consommation de produits biologiques et les restrictions à l'utilisation d'engrais et pesticides commencent par ailleurs à prendre de l'importance. Les contrôles sont très stricts et sont l'un des principaux facteurs bénéficiant à l'image de l'agriculture suisse, qui mise sur la qualité de ses produits, auprès de la population. Au moins 7 % du domaine cultivable de chaque paysan du plateau est réservé pour des prairies non cultivées dites extensives pour lesquelles il reçoit de la Confédération jusqu'à 1 500 francs par hectare en compensation. En principe, une prairie ne doit pas être fauchée avant le 15 juin. De plus, depuis 2004, il leur est demandé de prendre des mesures pour limiter l'impact de leurs activités sur la faune et la flore comme faucher en bandes ou en commençant à l'intérieur pour terminer vers l'extérieur et ne pas broyer immédiatement après la coupe.
Les organismes génétiquement modifiés : un quatrième moratoire a été adopté le 2 décembre 2021 à la quasi-unanimité du Conseil des États : l'utilisation de ces organismes dans l'agriculture reste interdite jusqu'à  fin 2025. 
Les OGM sont encore un sujet de débat. Le groupe Syngenta, issu de la branche agroalimentaire de Novartis, est actuellement l'un des leaders mondiaux dans cette branche. Cependant lors d'une initiative populaire soumise au peuple le 27 novembre 2005, les Suisses votent à 55,7 % pour un moratoire de cinq ans sur l'utilisation d'OGM, s'opposant ainsi à la volonté d'alors de leur gouvernement et validant une application du principe de précaution entériné lors du sommet de Rio de 1992. 
L'entreprise suisse Nestlé, dont le siège se trouve à Vevey, est également le leader mondial de l'industrie agroalimentaire.

### Montres

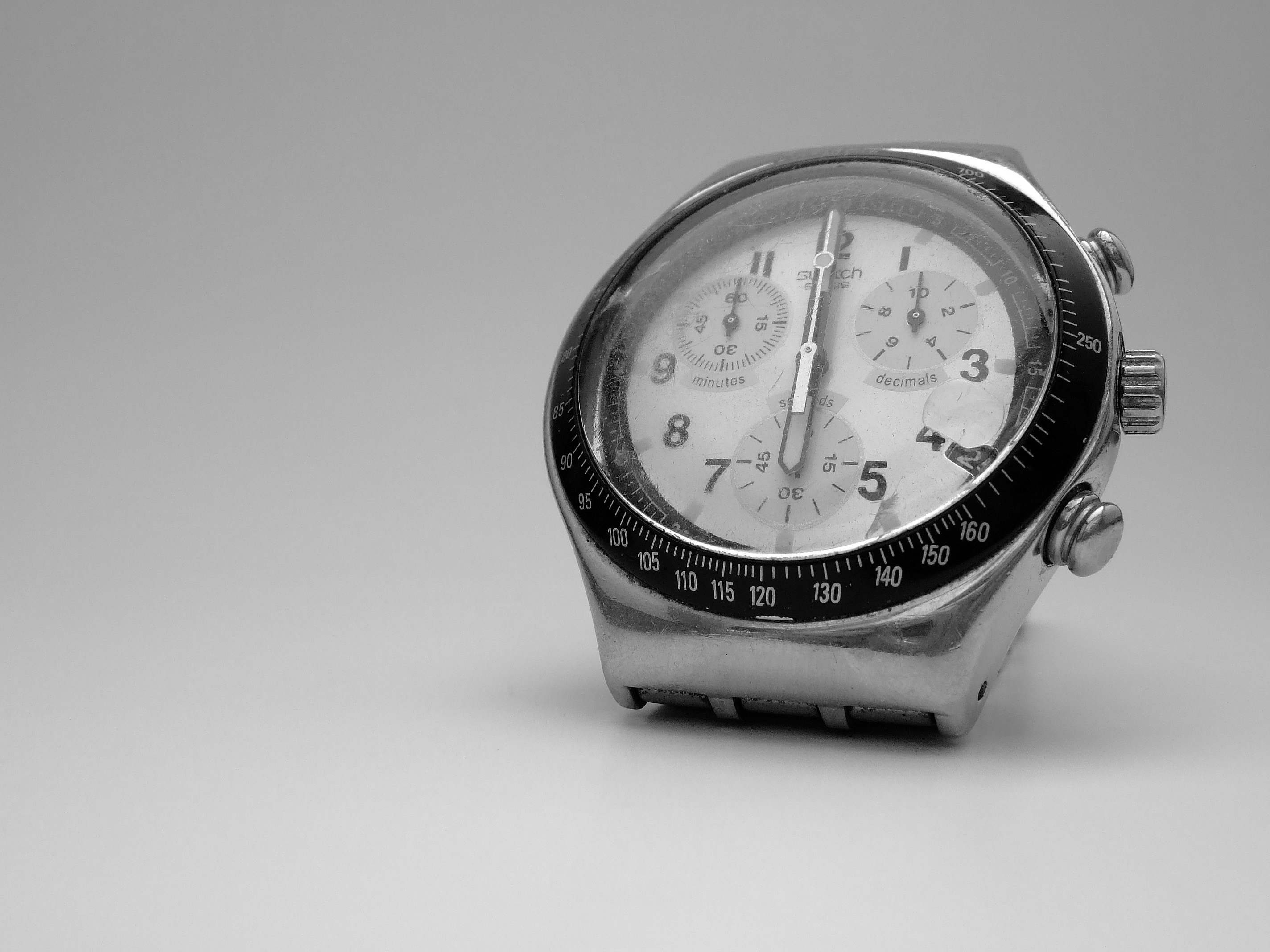
Montre Swatch

La Suisse est l'un des principaux exportateurs de montres et d'horloges haut de gamme. Les entreprises suisses produisent la plupart des montres haut de gamme du monde: en 2011, les exportations ont atteint près de 19,3 milliards de CHF, en hausse de 19,2% par rapport à l'année précédente. La fabrication de montres se situe principalement autour des montagnes du Jura, dans les cantons de Genève, Vaud, Neuchâtel, Berne et Jura. Les entreprises horlogères notables incluent Rolex, Patek Philippe, Swatch ou Richemont.
Les montres vont en Asie (55%), Europe (29%), Amériques (14%), Afrique et Océanie (1%).
En 2011, la Suisse a conduit le monde en exportant sur une valeur de 20 milliards de dollars américains de tous types de montres, suivie de Hong Kong, à moins de 10 milliards USD. La Chine a exporté le plus grand nombre de montres de loin en 2011.

### Industrie
Parmi les pays développés, la Suisse se distingue par un secteur secondaire fortement pourvoyeur d'emplois dès les années 1880. Dans les années 1960, il regroupe encore 46 à 48,5 % de la population active, alors que les pays européens de l'OCDE ont dans l'ensemble dix points de moins. Entre autres choses, ce phénomène s'explique notamment du côté suisse par l'afflux d'ouvriers étrangers — formés — après la Seconde Guerre mondiale. Après 1970, l'industrie perd toutefois sa position dominante au profit des services, notamment en raison de la délocalisation des activités due en partie à des coûts intérieurs trop élevés et au déplacement de la production vers l'Asie ou les pays d'Europe de l'Est. En 2010, le secteur secondaire ne concerne plus que 22,8 % de la population active occupée.

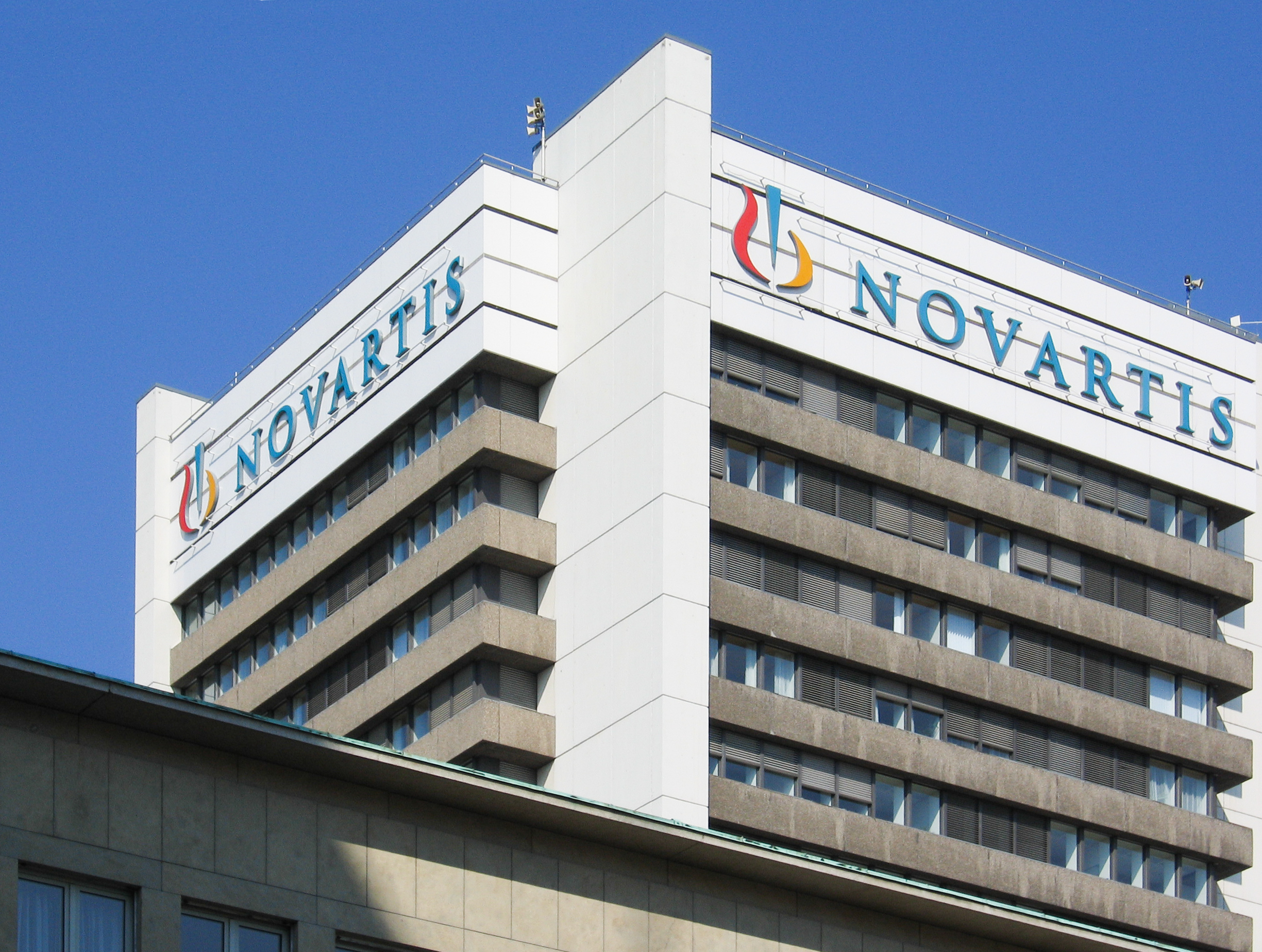
Siège de Novartis à Bâle

L'importance de l'industrie pour le pays s'explique par son modèle d'industrialisation reposant avant tout sur une industrie orientée vers les marchés extérieurs, et ce dès l'arrivée des réfugiés huguenots au XVIe siècle avec l'apparition des industries de la montre, de la soie et du coton. Par la suite s'opère un glissement des activités à productivité déclinante (industries légères de consommation, dominantes au XIXe siècle) vers les nouveaux secteurs à forte valeur ajoutée comme l'industrie chimique, la métallurgie et la construction mécanique (machines, équipement électrique puis électronique, mécanique fine, optique, montres et industrie des machines) tous fortement dépendants des débouchés extérieurs. Au début du XXIe siècle, les PME occupent une place non négligeable en cherchant à occuper des niches de haute technologie où la concurrence mondiale est faible.
Les industries chimique et pharmaceutique suisses constituent l'un des premiers secteurs industriels du pays avec 87 milliards de francs de ventes dans le monde en 1999, tout en occupant 68 000 personnes, soit 7 % de l'ensemble des effectifs du secteur secondaire. La structure de la branche est très hétérogène car, hormis les grands groupes bâlois comme Novartis et Hoffmann-La Roche, il existe au moins 330 petites et moyennes entreprises, la plupart établies dans les cantons de Bâle-Ville, Bâle-Campagne, Argovie et Valais.

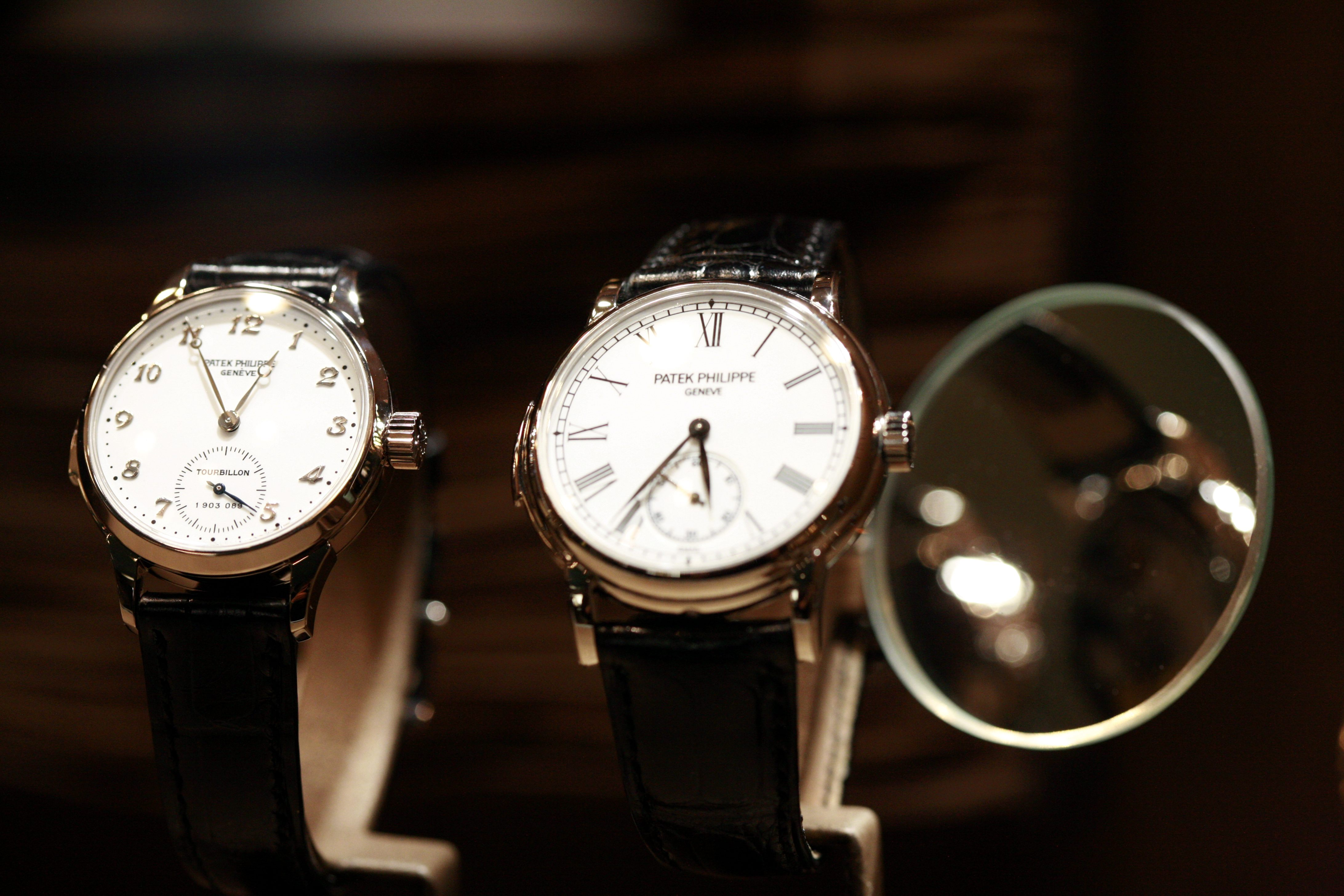
Montres de la firme Patek Philippe

L'industrie suisse de la mécanique englobe essentiellement la fabrication de machines de bureau, d'appareils pour le traitement des données et d'équipements informatiques, d'appareils électriques pour la production et la distribution de l'électricité, d'équipements de radio, de télévision et de communication, d'instruments médicaux, de précision et d'optique, l'industrie automobile et la fabrication d'autres moyens de transport. Pour le secteur de l'horlogerie, connu par des noms prestigieux comme Breitling, Chopard, Patek Philippe, Rolex, Swatch ou Vacheron Constantin, la faculté d'adaptation à l'évolution de la demande et une diversification des débouchés — l'Asie est ainsi le principal marché pour cette industrie, avec 44 % des achats en 2007, contre 34 % pour l'Europe et 20 % pour les Amériques. Cela lui permet de maintenir un leadership incontesté et une activité en forte croissance dans le très haut de gamme,. Malgré l'importance symbolique de l'horlogerie en Suisse, notamment vu depuis l'étranger,
elle ne pèse que 1,5% du PIB suisse (2012), mais qui représente 45% de la valeur de toutes les exportations horlogères dans le monde.
Le secteur domestique regroupe pour sa part le secteur de la construction, les industries de la pierre, du bois et du papier et les industries agroalimentaire, de l'habillement et de l'armement.

### Services
Actuellement, la majorité des emplois se situe dans le secteur tertiaire et continue de progresser dans ce domaine, notamment grâce à l'importance du système éducatif, du système de santé, des activités financières, des assurances, des transports ainsi que des entreprises dites de conseils. De plus, l'augmentation du niveau de vie, considérable en Suisse depuis le milieu du XXe siècle, a participé à la progression du secteur grâce à un regain d'intérêt pour les activités de loisirs : vacances, cinéma, activités sportives, etc. Le tourisme, les banques et les études d'ingénieurs sont également des secteurs importants.

#### Tourisme

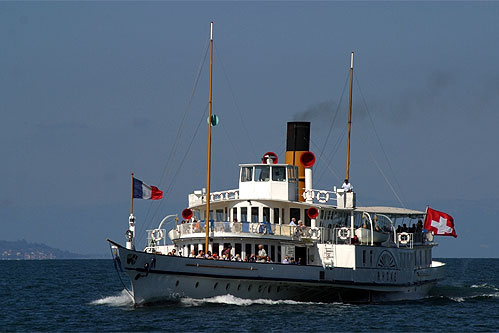
Navire de la Compagnie générale de navigation sur le lac Léman

Jusqu'au XVIIIe siècle, la Suisse n'est pas une destination touristique mais plutôt un passage obligé du fait de sa situation au centre de l'Europe, les principales exceptions étant les villes de Bâle et Genève, reconnues respectivement pour son université et pour son rayonnement religieux, ainsi que les sources utiles pour les cures balnéaires. Les débuts du tourisme sont la conséquence des travaux d'écrivains et de peintres naturalistes de la fin du XVIIIe siècle et du début du XIXe siècle qui suscitent l'intérêt par leurs descriptions de paysages campagnards et montagnards. En raison de l'attractivité des Alpes bernoises pour l'escalade, l'Oberland bernois et les villages d'Interlaken, de Lauterbrunnen ou de Grindelwald figurent parmi les régions mises en valeur tout comme le canton du Valais, en particulier avec Zermatt dès 1850. Les premiers voyages organisés sont lancés par l'agence anglaise Thomas Cook avant que l'industrie touristique locale ne commence à se développer vers 1850, tant dans l'hôtellerie que dans les transports. La crise économique des années 1870-1890 force les professionnels à offrir des prix plus avantageux et des séjours plus long ainsi qu'à lancer les sports d'hiver jusqu'alors inexistants dans des stations telles que Saint-Moritz ou en créant des établissements de cure en montagne à Davos, Montana ou Leysin pour y soigner la tuberculose. Le développement, après la Première Guerre mondiale, des congés payés provoque une augmentation du tourisme des classes moyennes et basses qui devient largement majoritaire au début des années 1950.
Aujourd'hui, le tourisme constitue le troisième secteur économique du pays. Selon le classement mondial du Forum économique mondial (WEF), la Suisse est le pays le plus attractif pour le tourisme et l'industrie des voyages devant l'Autriche et l'Allemagne. Les destinations les plus prisées en Suisse sont, dans l'ordre Zurich (avec 2,4 millions de nuitées en 2006), Genève (1,9 million de nuitées), Zermatt (1,3 million) et Lucerne (1,0 million). Viennent ensuite Bâle, Davos, Saint-Moritz, Lausanne, Berne, Interlaken, Lugano, Lauterbrunnen, Grindelwald, Arosa, Opfikon et Ascona. Si la majeure partie (plus de 40 %) des nuitées enregistrées sont le fait de Suisses, la nation étrangère la plus importante est l'Allemagne avec 14,4 % des nuitées suivie de la France avec 5,3 %, le Royaume-Uni avec 4,8 % et l'Italie avec 3,8 %. Premier pays non européen, les États-Unis représentent 3,3 % du total alors que l'Australie et la Nouvelle-Zélande regroupées ne représentent que 0,6 % et le Japon 0,4 %, soit le double de la Chine (0,2 %).
Si la voiture privée est de loin le mode de transport le plus utilisé par les touristes pour se déplacer en Suisse, 20 % d'entre eux voyagent en train, 18 % en avion et 4 % en bus, CarPostal, tramway ou métro.

#### Banques
La croissance du secteur bancaire au XXe siècle découle des activités financières internationales des banques suisses et du rôle du pays comme place financière internationale qui se voit accru par la Première Guerre mondiale. En 1929, les capitaux étrangers représentent entre 5 % et 7 % du total des dépôts du pays mais entre 13 % et 17 % des dépôts des grandes banques. Durant la Seconde Guerre mondiale, la Suisse rend particulièrement service à l'Allemagne en lui rachetant de l'or et en le convertissant en francs suisses que l'Allemagne utilise pour s'approvisionner en matériel stratégique auprès des pays neutres. Dans les années 1960, la Suisse devint l'une des places financières les plus importantes du monde. Entre 1947 et 1971, le total du bilan des banques suisses est multiplié par six en francs courants en raison de leurs transactions avec l'étranger.

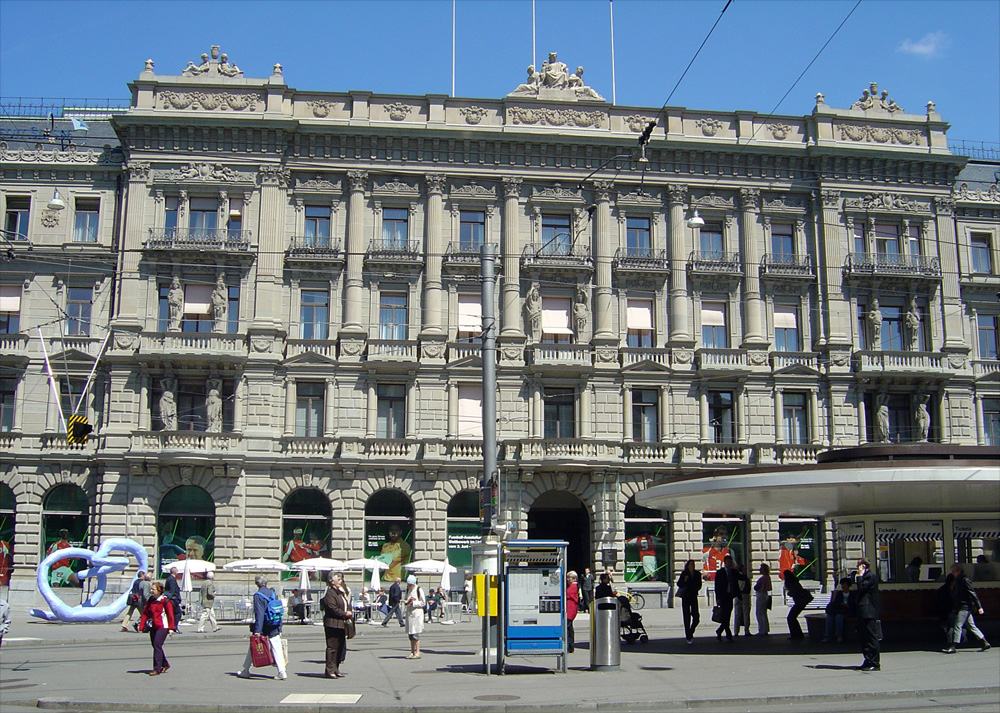
Siège du Crédit suisse à Zurich

Le domaine bancaire et de gestion de fortune participe encore de la réputation du pays à l'étranger. La neutralité de la Suisse, notamment durant les deux guerres mondiales, avait déjà favorisé l'arrivée de capitaux étrangers dans les banques suisses. Le secteur bancaire suisse est caractérisé par sa stabilité et sa discrétion découlant du secret bancaire remontant au Moyen Âge et codifié pour la première fois dans une loi de 1934,. Il est garanti par l'article 47 de la Loi fédérale sur les banques et les caisses d'épargne qui interdit à un représentant d'une banque de divulguer la moindre information (bancaire ou non) sur l'un de ses clients. Il s'agit en quelque sorte d'un secret professionnel au même titre que le secret médical. Toutefois, ce secret peut être levé lors d'une procédure d'entraide judiciaire internationale. Cette « discrétion » favorise l'arrivée de nouveaux capitaux, tout comme la stabilité du franc suisse ou la stabilité politique du pays.

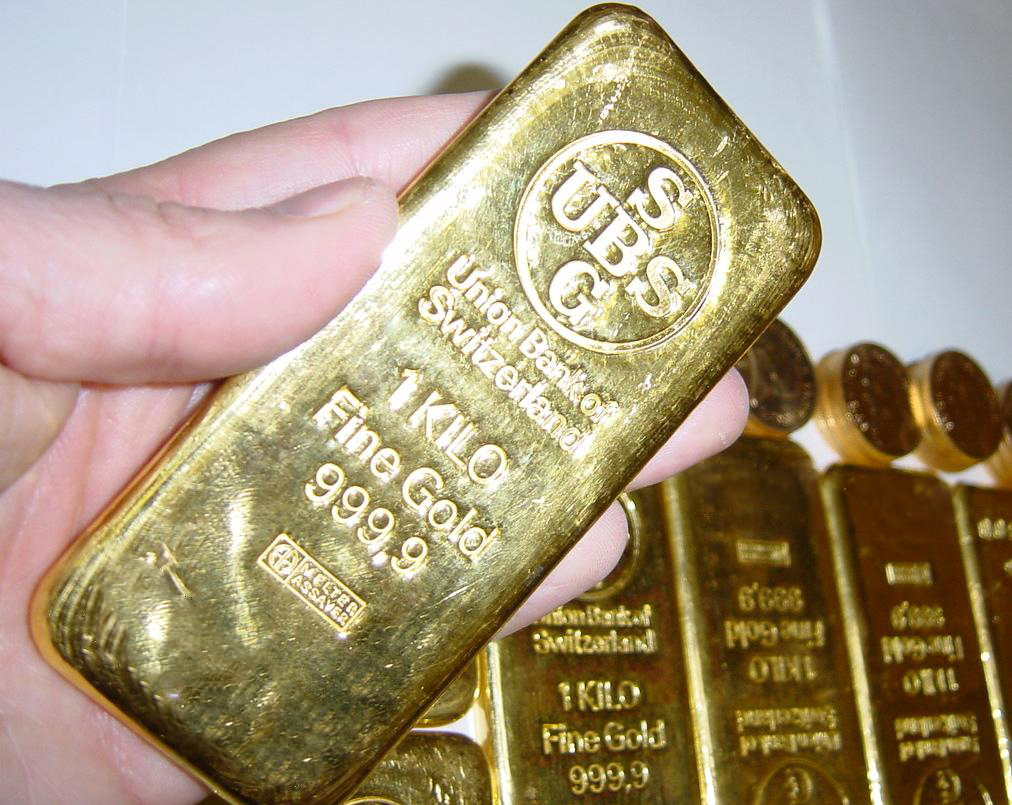
Lingots d'or des coffres de l'UBS

En 2003, le secteur financier pèse pour près de 14 % du PIB suisse et emploie approximativement 180 000 personnes dont 110 000 dans le secteur bancaire, soit environ 5,6 % de la population active suisse. En 2002, les banques suisses gèrent 22 000 milliards de dollars contre 26 000 milliards un an auparavant, sans doute en raison d'un marché tendu et de régulations plus strictes sur le marché suisse. Quant aux banques étrangères opérant sur le marché suisse, elles gèrent près de 870 milliards de francs en mai 2006.
Tous les établissements sont régulés par la FINMA, Autorité fédérale de surveillance des marchés financiers. La FINMA revêt la forme d'un établissement de droit public et elle est soumise à la haute surveillance politique de la Confédération. Par ailleurs, un ombudsman, poste créé en 1993, offre gratuitement ses services, y compris la médiation et l'assistance aux personnes à la recherche de comptes « dormants ». Il travaille sur près de 1 500 dossiers déposés contre les banques chaque année.
En 2008, 405 établissements bancaires sont autorisés à exercer sur le territoire suisse. Dans le même temps, 24 banques cantonales, établissements semi-publics contrôlés par l'un des cantons suisses, exercent leurs activités dans tous les domaines bancaires, la plus grande d'entre elles, la Banque cantonale de Zurich, affichant un résultat net de 843 millions de francs en 2007. En 2003, les établissements bancaires suisses géraient environ 3 293 milliards de francs. Parmi les principaux figurent UBS, qui a réalisé en 2004 un bénéfice net de 8 milliards de francs, et le Crédit suisse qui réalise la même année un bénéfice net de 5,6 milliards de francs. Tous deux abritent plus de 50 % des dépôts du pays. En raison de leur poids, ces deux banques font l'objet d'une surveillance particulière de la FINMA.

#### Négoce des matières premières
Environ 25 % des transactions mondiales du commerce des matières premières s’effectuent en Suisse. Cette économie générerait environ 10 000 emplois, en particulier des opérateurs de marché, répartis dans 500 sociétés de négoces, principalement situées dans les cantons de Genève, Zug, Vaud et au Tessin. Ces entreprises sont attirées avant tout par la liberté du trafic des paiements et les forfaits fiscaux avantageux qu’offrent ces cantons.
Parmi les grands acteurs du marché, on trouve des sociétés comme Glencore, Vitol, Trafigura, Mercuria Energie Trading, Cargill, Gunvor, Xstrata ou Vale.
Les partis de Gauche en Suisse, ainsi que des ONG, tel que la Déclaration de Berne, qui a publié le livre Swiss Trading SA, la Suisse, le négoce et la malédiction des matières premières, dénoncent l'opacité et les conséquences de ces activités, en termes de spéculation sur les matières premières, y compris les denrées alimentaires, et les violations des Droits de l'homme et environnementaux dans les pays où sont extraites les matières premières.
La jeunesse socialiste suisse a lancé de son côté, le 1er octobre 2012, l'initiative populaire fédérale "Pas de spéculation sur les denrées alimentaires", pour interdire aux banques, négociants, assurances privées, fonds de placement et autres investisseurs de spéculer sur les matières premières agricoles et de sanctionner les entreprises fautives. Ce groupe politique devait réunir d’ici le 25 mars 2014, 100 000 signatures pour que cet objet puisse être soumis en votation.
Le 26 septembre 2013, la jeunesse socialiste suisse annonce avoir récolté 130 000 signatures. Le 28 février 2016, le peuple suisse rejette cette initiative en votation.
Le Conseil fédéral, souligne pour sa part, dans un message du 27 mars 2013, l’importance économique du secteur des matières premières en Suisse, mais n’émet que des recommandations, non contraignante, d’amélioration à l’intention de ces entreprises, pour répondre aux critiques de leurs activités. Un rapport a été publié à ce sujet.

#### Commerce et distribution
Le commerce de détail est aujourd'hui marqué par la présence de Coop et Migros qui réalisent respectivement 18,1 % et 15,6 % du total des ventes au détail faites en Suisse en 2002 même si, dans le même temps, les consommateurs frontaliers n'hésitent pas à aller faire certains achats dans les pays voisins où les prix de certains produits y sont en moyenne 20 % inférieurs aux prix suisses.

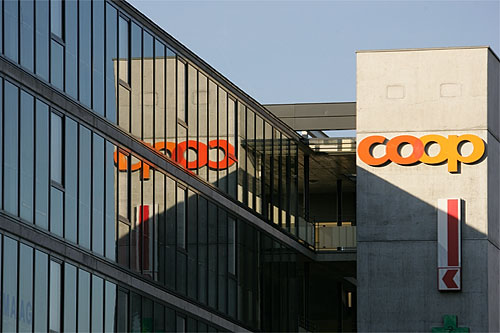
Centre commercial de la Coop

Le secteur alimentaire est soumis au duopole de Migros et Coop qui se partagent plus de 70 % du secteur. Cette situation semble unique au monde : dans aucun autre pays européen, sauf peut-être en Finlande, on ne trouve un taux de concentration aussi élevé dans le secteur de la distribution générale et alimentaire. Pour assurer leur croissance et mieux résister à l'arrivée en Suisse du plus grand distributeur européen, Carrefour, qui finit par se retirer en 2008, Coop et Migros se disputent les sites pour l'implantation de grandes surfaces et leurs sociétés concurrentes. Ainsi, Coop reprend la chaîne EPA et les magasins Waro, soit un apport total de 1,4 milliard de francs. De son côté en 1997, la Migros fait l'acquisition du groupe Globus qui pèse à lui seul 1,7 milliard. En conséquence, les fournisseurs de produits agricoles font face à d'énormes capacités d'achat de la part des deux centrales. De plus, et malgré une politique salariale plutôt avancée (CCT et salaire minimum), Migros et Coop s'entendraient pour ne pas améliorer les conditions de travail précaires en vigueur dans le commerce de détail. Les autres acteurs sont Manor, du groupe Maus Frères, Bon appétit, qui détient les enseignes Frimago et DiscountPay et qui a été repris par le groupe allemand Rewe, le grossiste Usego et le hard-discount avec ALDI — qui a ouvert son premier magasin le 27 octobre 2005 — et Lidl.
Dans le secteur de la distribution spécialisée, le marché est en revanche plus internationalisé avec la présence d'enseignes étrangères comme Ikea dans le secteur du meuble, Hennes & Mauritz, C&A ou Zara dans l'habillement, etc.
Le marché suisse reste toutefois assez complexe en raison de la pluralité des langues et de la décentralisation administrative, les principales zones commerciales étant situées autour de Zurich, Bâle, Genève et Lausanne. En raison de son important pouvoir d'achat et de son exigence de qualité, le marché suisse a la réputation d'être difficile.
Selon l'Association européenne de vente à distance, le marché de la vente à distance (VAD) s'élève en 2004 à 2,43 milliards de francs. Il est bien ancré dans les habitudes puisque chaque Suisse consacre en moyenne 330 francs à l'achat de biens par correspondance, se plaçant juste derrière les acheteurs britannique, autrichien et allemand. Les produits les plus commandés restent les vêtements, les loisirs, les montres et les cosmétiques. Mais les achats pour la maison ou d'électronique connaissent une progression (+ 1,3 %). Quant au téléphone, il reste largement le moyen le plus utilisé avec 50 % des commandes suivi par le courrier (30 %) et Internet (15 %).

### Médias
| Télécommunications et Internet                            | Télécommunications et Internet |
| Téléphonie                                                | Téléphonie                     |
| --------------------------------------------------------- | ------------------------------ |
| Nombre de lignes fixes (2007) - soit pour 100 habitants   | 3,7 millions 48,7              |
| Nombre de lignes mobiles (2007) - soit pour 100 habitants | 8,2 millions 109,7             |
| Internet                                                  |                                |
| Domaines                                                  | .ch .swiss                     |
| Accès des ménages à Internet (2007) - dont haut débit     | 74 % 31,7 %                    |
| Nombre d'hôtes internet (janvier 2009)                    | 3,5 millions                   |
| Sources : Office fédéral de la statistique,               |                                |

Avec ses quatre langues, le français, l'allemand, l'italien et le romanche, et sa division en cantons, la Suisse abrite bon nombre de journaux, télévisions et radios locales. SRG SSR idée suisse, qui est le groupe audiovisuel public du pays, gère les entités de radio-télévision des quatre zones linguistiques de Suisse : la Radio télévision suisse (RTS), la Schweizer Radio und Fernsehen (SRF), la Radiotelevisione svizzera di lingua italiana (RSI) et la Radiotelevisiun Svizra Rumantscha (RTR). En janvier 2010, la TSR et la RSR fusionnent pour donner naissance à la RTS. Par ailleurs, en raison du faible marché de la Suisse, il existe peu de chaînes télévisuelles privées pour les régions autres que germanophones. Les principales chaînes concurrentes du service public sont essentiellement les chaînes allemandes, françaises ou italiennes des pays voisins.
Dans le domaine de la presse écrite francophone, le groupe Edipresse contrôle la plus grande partie des quotidiens tels que La Tribune de Genève, Le Matin, Le Temps ou encore 24 heures. Les autres quotidiens deviennent de plus en plus rares ou sont diffusés sur une région précise : La Liberté, Le Quotidien jurassien, Le Courrier ou encore Le Nouvelliste pour le canton du Valais. Il existe aussi des hebdomadaires comme L'Hebdo ou L'Illustré et divers journaux spécialisés. Du côté germanophone, les quotidiens importants sont la Neue Zürcher Zeitung, la Basler Zeitung, la Berner Zeitung, le Tages Anzeiger et le Blick. Dans la partie italophone du pays le Corriere del Ticino est généralement compté comme le quotidien le plus important de la région.
Le groupe Edipresse publie entre le 31 octobre 2005 et 25 septembre 2009 un quotidien gratuit sur le marché romand portant le nom de Matin Bleu. Son ancien concurrent alémanique Tamedia publie un journal gratuit, 20 minutes, depuis le 8 mars 2006. Le 3 mars 2009, Tamedia et Edipresse annoncent un regroupement de leurs activités en Suisse pour former un groupe de presse national ; Tamedia rachète 49,9 % du capital d'Edipresse dans l'optique d'obtenir une participation majoritaire début 2011, après acceptation de la Commission de la concurrence. Cette fusion a pour conséquence l'arrêt de la parution du Matin Bleu. Financé par des recettes publicitaires et tiré à 229 729 exemplaires en 2008, 20 minutes remporte un franc succès, notamment auprès des utilisateurs des transports en commun. Enfin, bon nombre de journaux gratuits existent également comme le 20 Minuten dans les régions germanophones ou le GHI à Genève et le Lausanne-Cités.

## Finances

### Fiscalité
Le système fiscal suisse est complexe en raison de l'enchevêtrement du financement des activités étatiques et de l'autonomie fiscale des cantons. Ainsi, le premier et seul système fiscal unifié en Suisse a existé au temps de la République helvétique (1798-1803). Par la suite, les cantons ont recours à divers taxes, péages et droits de douane qui sont transférés à l'État fédéral en 1848 et remplacés par des prélèvements directs qui occupent désormais une place prépondérante dans les systèmes fiscaux cantonaux. Toutefois, la Confédération instaure aussi, à partir de 1915, des impôts directs, notamment à l'occasion des deux conflits mondiaux, comme l'impôt fédéral direct (appelé impôt sur le revenu, le bénéfice et le capital pour la défense nationale jusqu'en 1982). Ainsi, toutes les collectivités publiques prélèvent désormais un impôt sur le revenu des personnes physiques et un impôt sur les bénéfices et le capital des personnes morales, les impôts sur la consommation constituant toutefois le premier apport financier pour la Confédération.

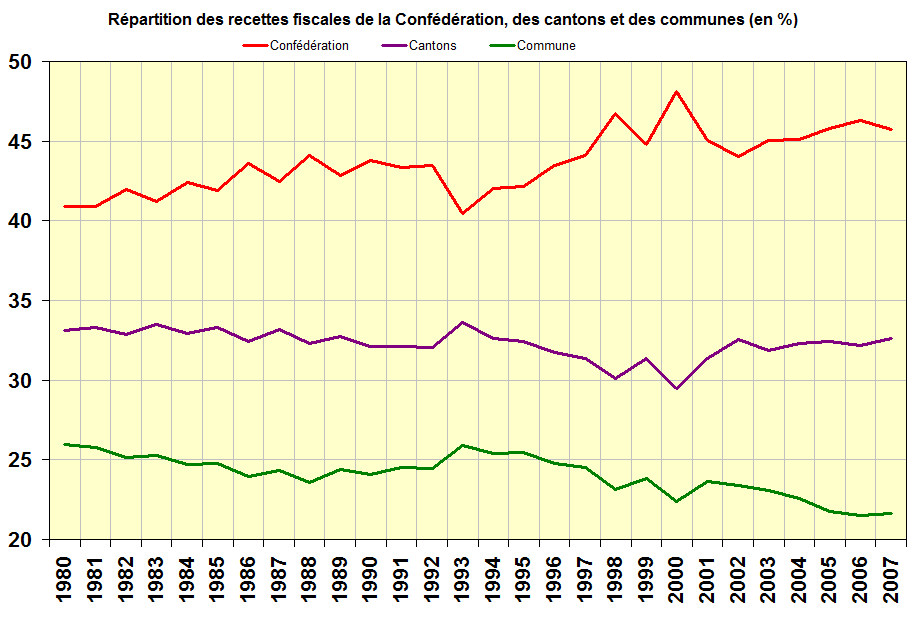
Répartition des recettes fiscales de la Confédération, des cantons et des communes.

La souveraineté fiscale en Suisse est aujourd'hui partagée par les trois niveaux administratifs que sont la Confédération, les cantons et les communes, la délimitation étant réglée par la constitution fédérale : les cantons peuvent ainsi prélever tout impôt qui n'est pas réservé à la Confédération. Par ailleurs, ce sont les constitutions cantonales qui fixent les prélèvements communaux basés sur des coefficients ou des multiples des impôts cantonaux respectifs. L'ensemble des recettes fiscales se répartit en 2007 à raison de 45,8 % pour la Confédération, 32,6 % pour les cantons et 21,6 % pour les communes. L'évolution au cours du XXe siècle s'est faite en faveur de l'État fédéral, le principal changement fut le remplacement en 1995 de l'impôt sur le chiffre d'affaires créé en 1941 par la taxe sur la valeur ajoutée (TVA).
Le fédéralisme fiscal et la diversité cantonale qu'il implique reste l'une des caractéristiques du système helvétique. La souveraineté des cantons permet à ceux-ci de fixer leur propre taux d'imposition. Ainsi, les disparités régionales sont importantes et se manifestent par des écarts de revenus cantonaux par tête, et de charge fiscale qui vont du simple au double voire plus. La mobilité du capital et de la population renforce également la concurrence fiscale, certains cantons (Zoug, Schwytz et Nidwald) supprimant leurs impôts sur les successions et établissant des tarifs plus attrayants. En 2004, la charge fiscale moyenne est ainsi trois fois plus lourde dans les cantons du Jura, d'Obwald ou d'Uri que dans celui de Zoug.
En conséquence, les cantons défavorisés — situés surtout dans le Jura et les Alpes — attendent de la part des autres cantons et de la Confédération des mesures de redistribution de revenu. Cette dernière a donc mis en place un système de péréquation financière, dans le but d'atténuer les différences de capacité financière des autorités cantonales et locales, au travers de quotes-parts fédérales (restitution d'une partie des recettes fédérales) et de subventions. Pourtant, en comparaison internationale, la charge fiscale est nettement plus basse en Suisse (quote-part fiscale de 29,4 % en 2008) que dans la plupart des pays de l'OCDE (quote-part fiscale de 35,2 % en moyenne).
Même si la Suisse n'est généralement pas considérée comme un paradis fiscal, quelques milliers de personnes choisissent de vivre en Suisse pour bénéficier du forfait fiscal payé en lieu et place des impôts ordinaires sur le revenu et la fortune et calculé sur les dépenses du contribuable. En pratique, l'administration suisse considère que ce forfait doit représenter au minimum cinq fois le montant du loyer annuel de la personne assujettie ou de la valeur locative du logement dont elle a la jouissance. Les personnes bénéficiant d'un forfait fiscal ne peuvent pas travailler et donc percevoir une rémunération en Suisse.

### Finances publiques

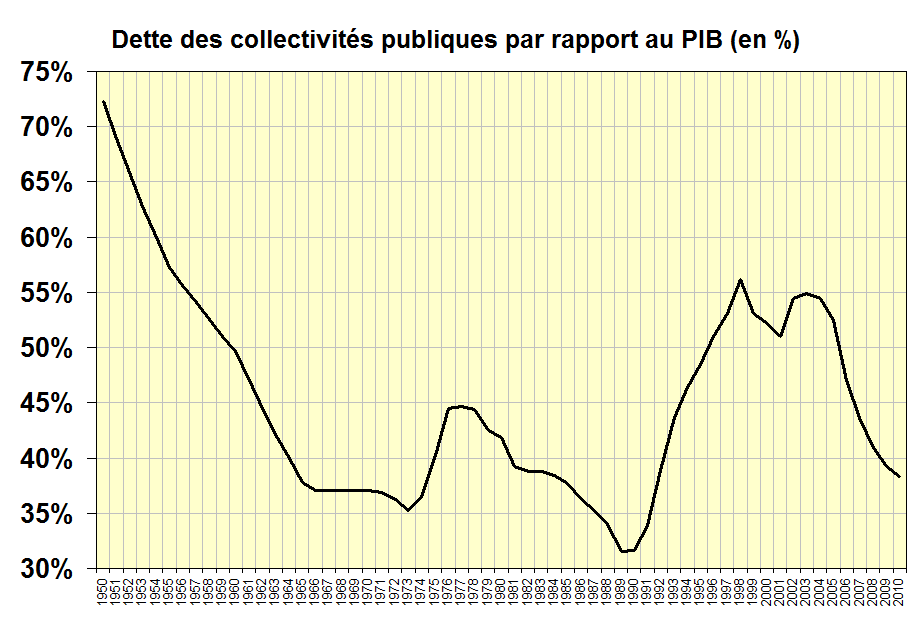
Dette des collectivités publiques par rapport au PIB (en %)

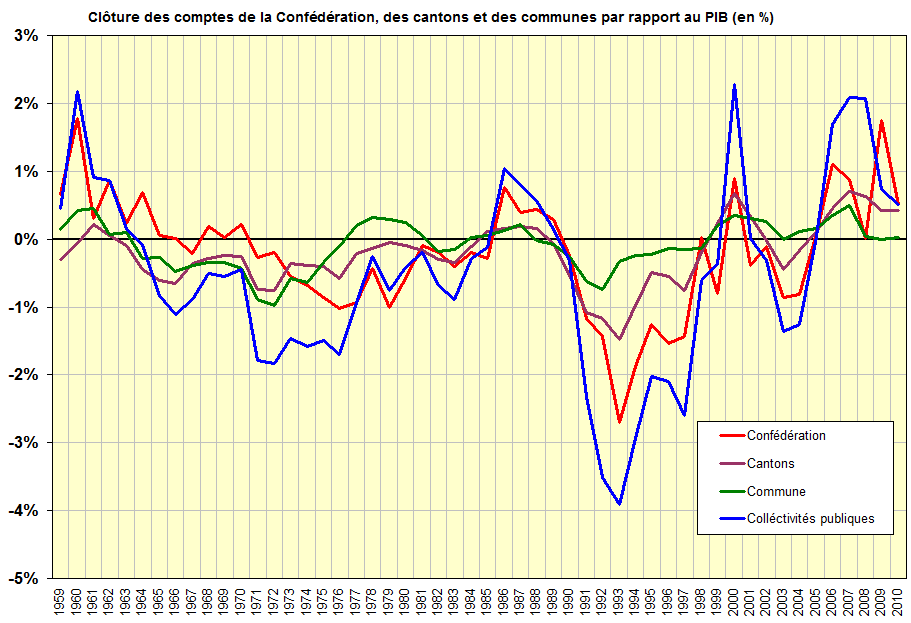
Clôture des comptes de la Confédération, des cantons et des communes par rapport au PIB (en %)

En tant qu'État fédéral, la Suisse connaît trois niveaux de financement public : fédéral, cantonal et communal. Avant et durant la Seconde Guerre mondiale, l'administration fédérale doit emprunter fortement pour financer des dépenses d'armement. Si bien qu'en 1950, la dette des collectivités publiques s'élèvent à 72,7 % du PIB, dont 60 % attribuables à la Confédération,. Jusqu'en 1973, le taux d'endettement de la Confédération baisse considérablement, alors que celui des cantons et des communes augmente. Cette baisse de l'endettement fédéral est due à plusieurs facteurs :
- Entre 1950 et 1970, la Confédération enregistre dix-huit années d'excédents budgétaires, avec une moyenne de 1 % du PIB, jusqu'en 1965[110] ;
- Le pays profite pleinement des Trente Glorieuses avec un taux de croissance de 4,6 % par an[111] ;
- La surchauffe des années 1960 et du début des années 1970 fait fondre la dette relative au PIB lorsque celle-ci augmente en terme nominal après 1965.

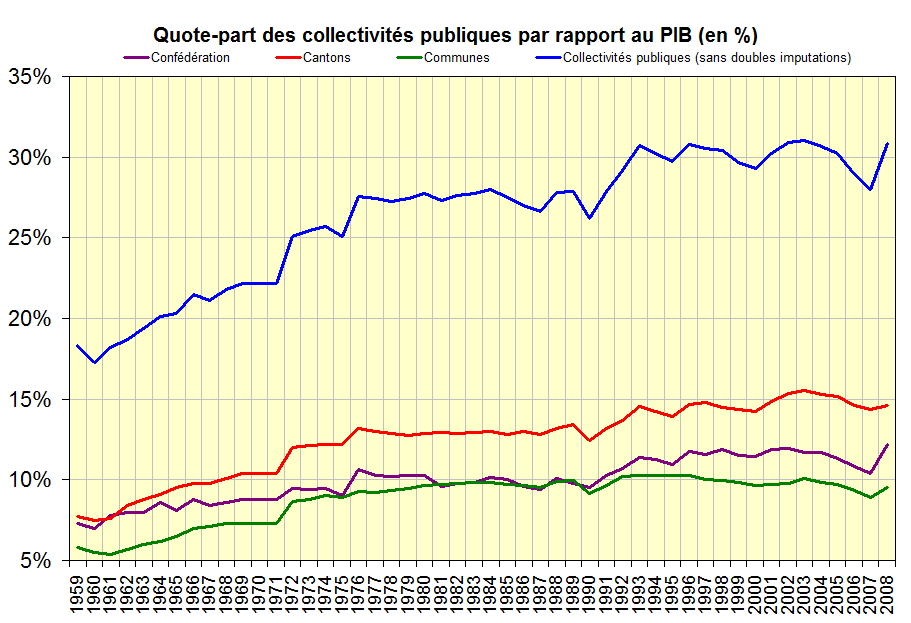
Quote-part des collectivités publiques par rapport au PIB

La Suisse est fortement touchée par la crise économique des années 1974-75 et voit son taux d'endettement augmenter de huit points en deux ans. La bonne conjoncture durant la période 1977-89, les faibles déficits puis les excédents de la deuxième moitié des années 1980 permettent aux collectivités publiques d'abaisser leur taux d'endettement à 31,6 % du PIB. En 1990, ce dernier se chiffre à 11,6 % pour la Confédération, 9,2 % pour les cantons et 11,3 % pour les communes.
La mauvaise conjoncture qui sévit jusqu'en 2003 — le PIB par habitant durant ces treize ans ne croit que de 0,4 % annuellement,— fait exploser l'endettement fédéral (+ 143 %) et cantonal (+ 75 %) alors que celui des communes diminue légèrement. L'endettement total s'établit alors à 55,1 %. La reprise amorcée au deuxième semestre 2003 et les excédents budgétaires réalisés après 2005 permettent à la Suisse de réduire son taux d'endettement à 34,9 % en 2010. En 2003 un mécanisme de frein à l'endettement a été mis en œuvre : le taux d'endettement des administrations publiques (Confédération, cantons, communes et sécurité sociale) est passé de 65,8 % en 2003 à 45,6 % en 2013 (estimation).
À travers la démocratie directe, la population exerce un contrôle relativement serré sur les budgets qui sont soumis à des règles légales ou constitutionnelles exigeant l'équilibre budgétaire annuel. De plus, les longs délais de perception des impôts directs empêchent une utilisation efficace de la fiscalité en tant qu'instrument de politique budgétaire.
En 2007, les principales dépenses en milliards de francs suisses sont la prévoyance sociale (30,3), l'éducation (28,4) et la santé (21,1).

### Monnaie

#### Franc suisse

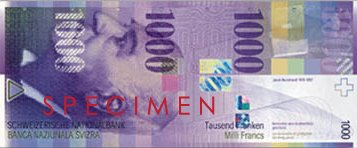
Billet de 1000 francs (série 1996)

La Confédération s'attribue le monopole de l'émission de la monnaie en 1848 et définit le franc suisse (CHF) comme monnaie d'argent divisée en 100 centimes. Frappées d'abord à Paris, c'est dès 1855 que les pièces sont frappées aux ateliers monétaires de la Monnaie fédérale à Berne. Avec la création de l'Union monétaire latine en 1865, la Suisse devient pour des décennies une « province monétaire » de la France. La Confédération obtient également le monopole de l'émission des billets en 1891 mais ne peut l'exercer qu'à partir du 25 juin 1910 avec la création de la Banque nationale suisse à l'issue d'un débat entre partisans d'une banque d'État (acceptée par le parlement mais rejetée par référendum) et d'une banque privée dont l'activité serait contrôlée par la Confédération, dernier choix qui est finalement adopté. Avec la dissolution officielle de l'Union monétaire latine en 1926, une seule monnaie nationale circule désormais dans le pays. Lors de la Seconde Guerre mondiale, le franc est la seule monnaie forte convertible en Europe de sorte que l'Allemagne nazie effectue d'importantes opérations dans le pays. Durant les années 1960, la valeur métallique des monnaies d'argent grimpe nettement au-dessus de leur valeur nominale, de sorte qu'un alliage de cupronickel est utilisé dès 1968 pour les pièces partiellement frappées à Londres.
Le numéraire est formé par des billets de 10, 20, 50, 100, 200 (anciennement 500) et 1000 CHF et des pièces de 5, 10, 20 et 50 centimes et 1, 2 et 5 CHF (1 CHF = 100 centimes). Des pièces de 1 centime et de 2 centimes ont existé mais elles ont été démonétarisées, dès 2007 pour les pièces de 5 centime.

#### Banque nationale

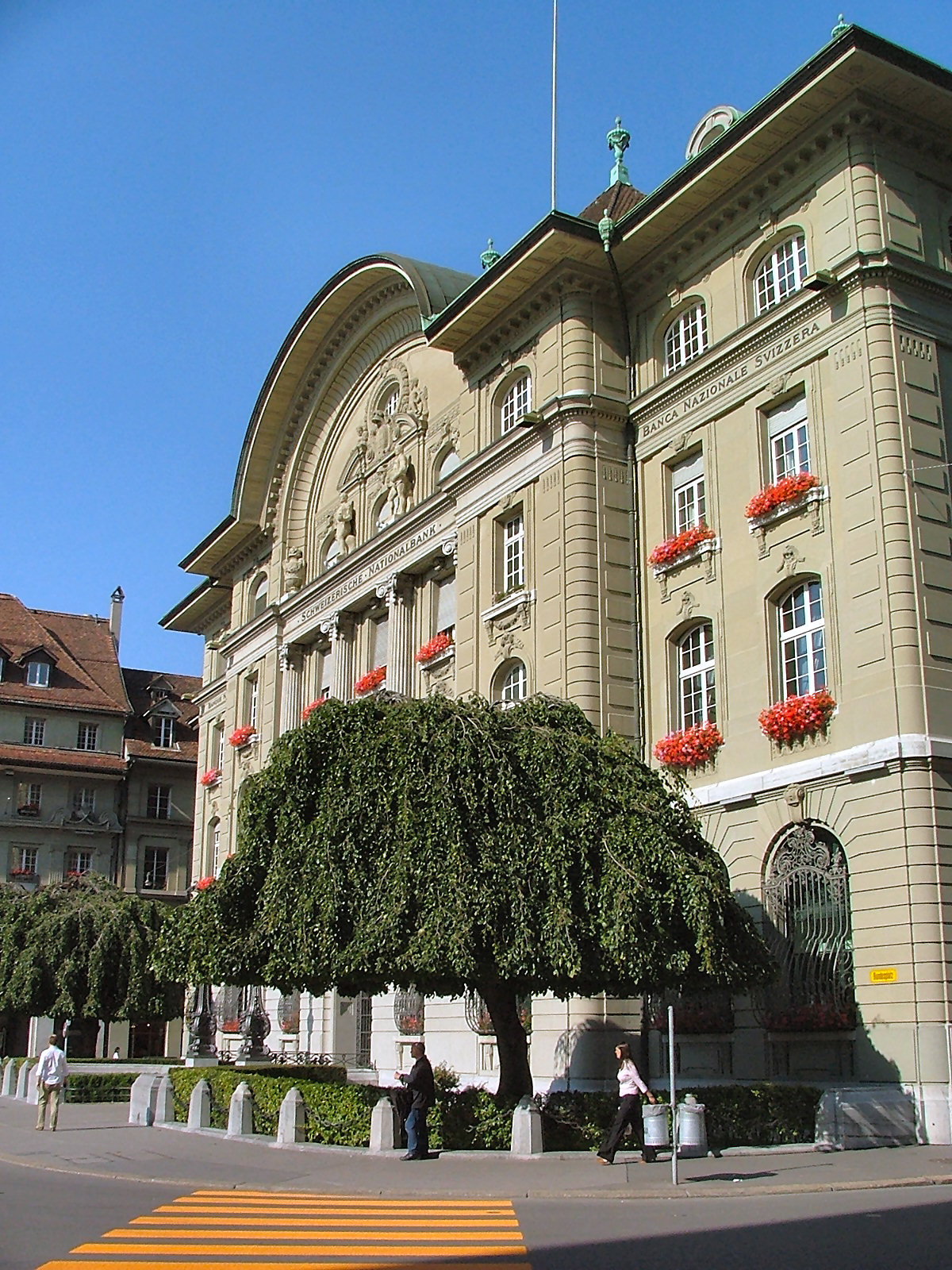
Siège bernois de la Banque nationale suisse sur la Place fédérale

Créée par la loi du 16 janvier 1906, la Banque nationale suisse devient opérationnelle le 20 juin 1907, la Suisse étant l'un des derniers pays industrialisés avec les États-Unis à se doter d'un tel établissement. Ayant le statut de société anonyme de droit public « administrée avec le concours et sous le contrôle de la Confédération », elle a pour tâche de servir de régulateur du marché de l'argent, de mener une « politique monétaire servant les intérêts généraux du pays » et de constituer, à partir de ses revenus, des réserves monétaires suffisantes. Or, c'est le maintien de la stabilité des prix qui a été retenu par la banque comme objectif ultime de sa politique monétaire au détriment d'une politique inflationniste mais plus favorable à l'emploi. Elle doit également collaborer avec la Confédération en matière de politique monétaire. Elle verse au moins deux tiers de son bénéfice net aux cantons. Son champ d'activité et son cahier des charges sont fixés dans la loi fédérale de 1953.
La direction générale en est l'autorité suprême et se trouve composée de trois membres, à la tête de chaque département de la banque, nommés par le Conseil fédéral pour un mandat de six ans. Quant à l'assemblée générale des actionnaires, elle est dominée par les cantons, les banques cantonales et d'autres collectivités publiques — mais pas la Confédération — même si les instances politiques n'ont pas le droit de donner des instructions.

### Niveau des prix
L'indice Big Mac, qui a pour but de calculer la parité de pouvoir d'achat, place en juillet 2010 la Suisse au deuxième rang dans le monde, juste derrière la Norvège. En d'autres termes, le Big Mac vendu en Suisse figure parmi les plus chers du monde.
| Prix du Big Mac ($)          | Pays       |
| 7,20                         | Norvège    |
| 6,19                         | Suisse     |
| 4,33                         | Zone euro  |
| 3,73                         | États-Unis |
| 1,95                         | Chine      |
| 1,90                         | Hong Kong  |
| Sources : (en) The Economist |            |

Cette mesure traduit un niveau de prix relativement élevé comparé à la moyenne des pays de l'OCDE. Selon une étude de l'UBS en 2009, les villes suisses de Zurich et Genève  connaissent un niveau des prix parmi les plus élevés du monde (loyer non compris), se plaçant aux deuxième et quatrième rangs respectivement.

## Commerce extérieur

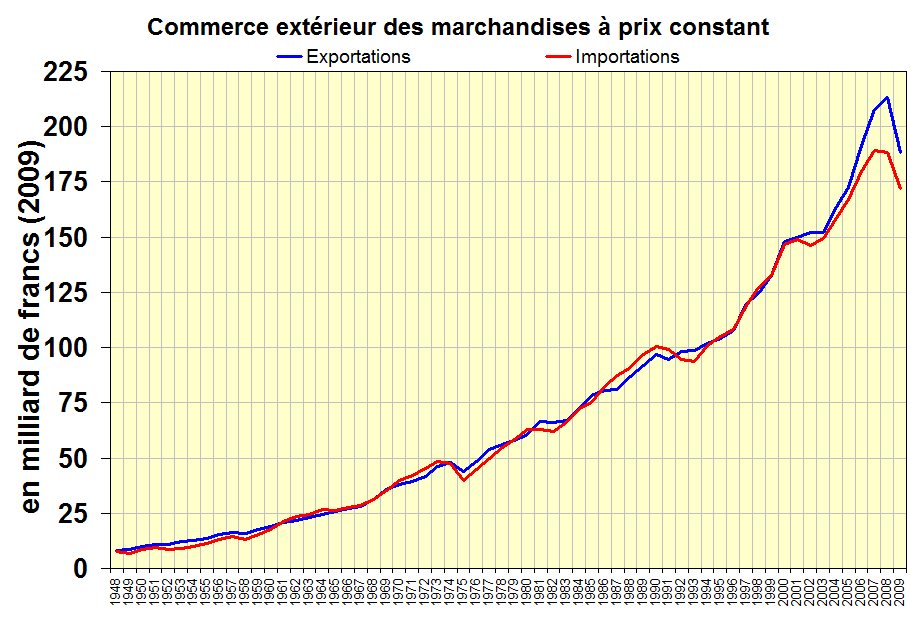
Commerce extérieur des marchandises à prix constant

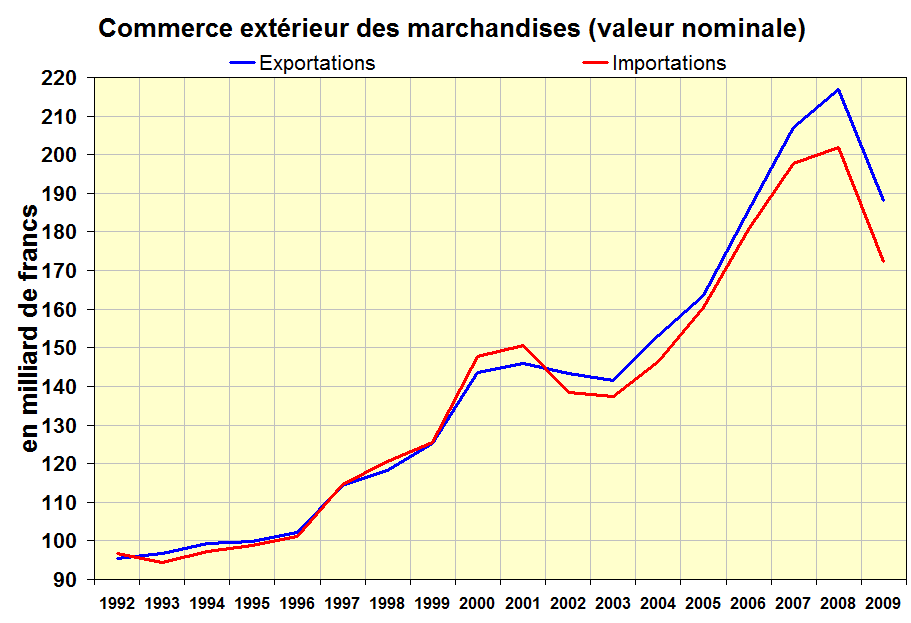
Commerce extérieur des marchandises valeur nominale

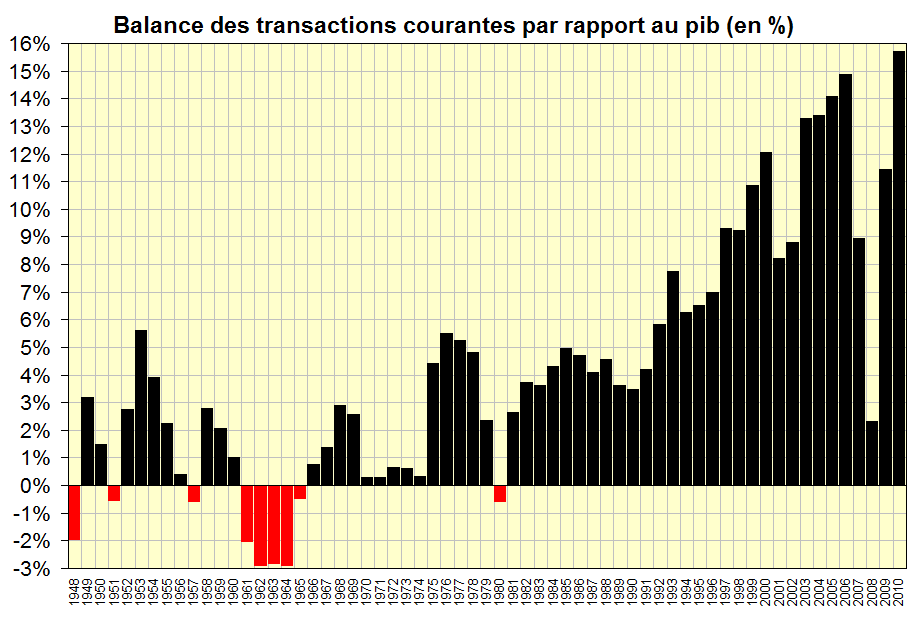
Balance des transactions courantes,

Le commerce extérieur est le principal contributeur du produit intérieur brut de la Suisse et représente 36 106 dollars par habitant en 2008 contre 20 738 pour l'Allemagne, 12 343 pour la France, 7 271 pour le Japon, et 5 949 pour les États-Unis. La Suisse étant un petit pays sans ressources en énergies fossiles, elle s'est tournée vers l'extérieur aussi bien sur le plan de l'offre que de la demande des biens et services et constitue l'une des économies les plus ouvertes du monde : la part des exportations dans le PIB suisse grimpe de 23,4 % en 1948 à 35,9 % en 1977 puis reste stable à ce niveau pendant les vingt années suivantes. Dans le cadre de la libéralisation des échanges au niveau mondial, les exportations passent de 36,5 % en 1996 à 56,4 % en 2008,. Dans ce contexte, la Suisse possède plus particulièrement un avantage comparatif pour la production et le commerce de produits relativement élaborés. Par ailleurs, la plupart des marchandises importées sont soumises à des droits de douane calculés en général en fonction du poids, cas unique dans le monde occidental.
Les principaux secteurs d'exportation suisses sont les machines-outils (56 milliards de francs), la chimie et l'industrie pharmaceutique (45 milliards de francs) et les instruments de précision, les montres et les bijoux, les services ne plafonnant qu'autour de 25 % des recettes totales des exportations qui se montent à 23 milliards de francs. La multiplicité des partenaires commerciaux du pays lui permet de réduire le risque associé à l'interdépendance économique vis-à-vis du reste du monde. Parmi les principaux figurent l'Allemagne (principal partenaire depuis les années 1950), la France et l'Italie, et plus largement l'Union européenne qui réceptionne près de 60 % des exportations, les États-Unis, le Royaume-Uni et le Japon, les pays de l'OCDE réceptionnant quelque 80 % des exportations suisses.
Entre 1900 et 1992, la balance commerciale suisse en matière de marchandises n'a été excédentaire qu'en 1916, 1945, 1953, les importations dépassant de quelque 20 % les recettes des exportations sectorielles avec un déficit maximum en 1989 (12,1 milliards de francs). En revanche, la balance des services, dont le tourisme est une composante importante était traditionnellement excédentaire et compensait ainsi le déficit de la balance des marchandises pour aboutir à une balance commerciale excédentaire. Entre 1993 et 1996, la Suisse enregistre des excédents de sa balance commerciale avant de replonger dans le rouge entre 1997 et 2001. Cependant, dès 2002, les comptes redeviennent positifs avec un solde grandissant.
La Suisse est membre de nombreuses organisations internationales comme l'ONU (à laquelle elle a adhéré tardivement le 10 septembre 2002), l'Organisation mondiale du commerce (OMC), le Fonds monétaire international (FMI), dont elle est membre du conseil d'administration représentant les pays de l'Helvétistan, la Banque mondiale, l'OCDE, l'Association européenne de libre-échange (AELE), la Banque européenne pour la reconstruction et le développement (BERD) et la Conférence des Nations unies sur le commerce et le développement (CNUCED). De nombreux autres accords bilatéraux signés avec d'autres pays, comme l'Union européenne (UE) ou les États-Unis, ont également été conclus. Dans le domaine de l'intégration européenne, le pays a signé un premier accord avec la Communauté économique européenne entré en vigueur le 1er janvier 1973 et qui veillaient notamment à la réduction des tarifs douaniers industriels mais non agricoles. Toutefois, le traité de création de l'Espace économique européen — appliquant automatiquement à l'AELE le principe des quatre libertés de la CEE (libre circulation des marchandises, services, capitaux et personnes) — signé le 2 mai 1992 est refusé par les Suisses lors de la votation du 6 décembre de la même année. À la suite de ce refus, le gouvernement maintient la demande d'adhésion à long terme à l'UE et la négociation dans l'intervalle d'accords bilatéraux dossier par dossier en vue de faciliter les échanges et éviter l'isolement économique du pays.
Bien que située au milieu de la zone monétaire de l'euro, la Suisse maintient l'usage de sa propre monnaie, le franc suisse, qui subit une faible inflation. Mais la pression de ses partenaires commerciaux la pousse sans cesse à s'aligner sur leurs normes, par le biais de négociations bilatérales et autres conventions, en particulier en matière de coopération entre États pour la lutte contre le blanchiment d'argent et le terrorisme. La politique traditionnelle de tolérance vis-à-vis de la soustraction fiscale en relation avec le secret bancaire est battue en brèche et se trouve en évolution restrictive.
La libéralisation et la primauté des forces du marché constituent les principes directeurs de la politique commerciale suisse résultant du postulat général énoncé dans la constitution : la Confédération n'intervient que si l'activité des entreprises suisses se trouve entravée par l'action des pouvoirs publics à l'étranger et promeut un système multilatéral d'échanges ouvert et bénéficiant d'une harmonisation règlementaire. Ce qui n'empêche pas la Suisse d'adopter le 4 juillet 1984 une ordonnance réglementant les preuves documentaires de l'origine des marchandises en matière de commerce extérieur, entrée en vigueur le 1er janvier 1985, et modifiée à plusieurs reprises depuis. De plus, les denrées agricoles sont pour leur part soumises à un réseau dense de réglementations et à des surtaxes diverses.
Depuis 1981, aucune information sur le commerce d'or par pays n'était publiée dans les statistiques officielles, rendant problématique la transparence sur la provenance de l'or. Par souci de se conformer aux standards statistiques internationaux et faisant suite à plusieurs interventions parlementaires, le Conseil fédéral a approuvé le 13 décembre 2013, le fait de publier dans la statistique du commerce extérieur suisse, les importations et les exportations d'or ventilées par pays depuis l'année 2014. Ainsi, la répartition du commerce d'or est disponible selon les pays partenaires,.

## Données sociales

### Productivité

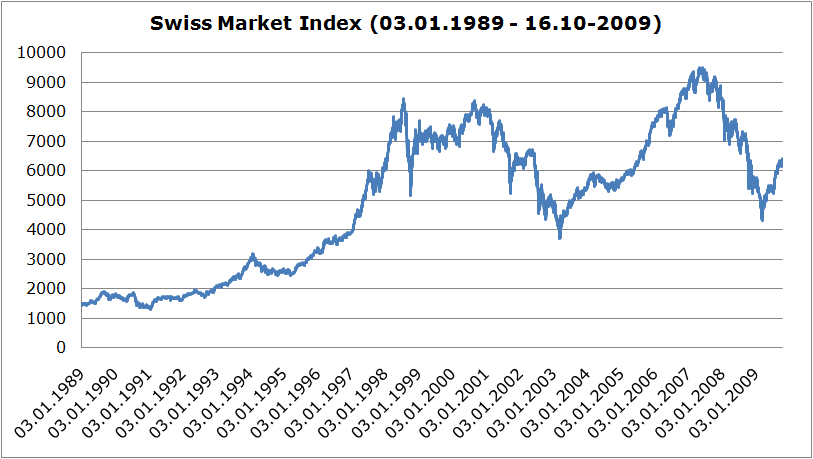
Évolution du Swiss Market Index de 1988 à 2009

Même si le PIB par habitant en Suisse est parmi les plus élevés au monde, la productivité en 2009 se situe en dessous de celle de l’Union européenne des quinze. Ce phénomène est dû à une plus grande participation de la population à une activité économique, des horaires de travail plus allongés et un taux de chômage moins élevé.
| Pays           | productivité en 2009 ($) |
| États-Unis     | 57,4                     |
| France         | 54,5                     |
| Allemagne      | 53,3                     |
| UE-15          | 48,8                     |
| Royaume-Uni    | 47,6                     |
| Suisse         | 47,2                     |
| Japon          | 38,2                     |
| Sources : OCDE |                          |

### Marché du travail

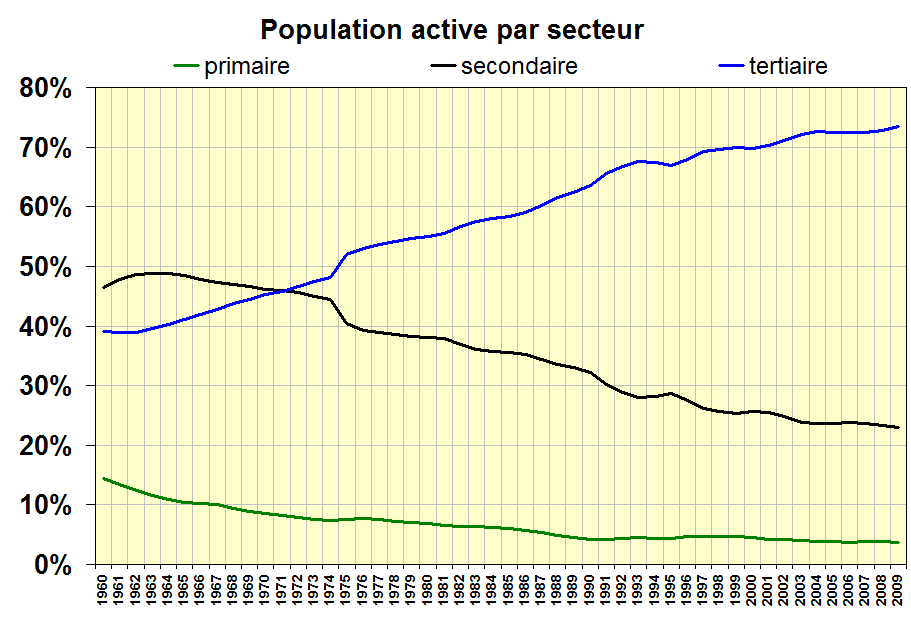
Population active par secteur 1960-2009

Le marché du travail suisse présente quelques particularités qui le distinguent de ceux de la plupart des pays industrialisés. D'une part, les étrangers représentent la proportion de la population active parmi les plus élevées des pays de l'OCDE. D'autre part, le chômage est resté longtemps très faible voire insignifiant : le record est ainsi de 1,1 % en 1984 et ce, avant la crise des années 1990. Enfin, les relations entre partenaires sociaux restent globalement peu conflictuelles : la Paix du travail, convention signée en 1937 entre patronat et syndicat, établit des règles de conciliation lorsqu'un conflit intervient. Cette solution, qui favorise la discussion plutôt que l'action, a permis de réduire l'intensité et la durée des grèves.
La population active se répartit au deuxième trimestre 2010 dans les trois secteurs économiques de la façon suivante :
- secteur primaire : 3,7 % (diminution)
- secteur secondaire : 22,8 % (diminution)
- secteur tertiaire : 73,5 % (augmentation)

La différence entre le taux d'activité entre les femmes et les hommes est relativement importante puisqu'en 2008, il n'y avait que 61,8 % de femmes exerçant une activité contre 75,4 % des hommes.
En 2008, la durée normale de travail hebdomadaire pour un emploi à plein temps se situe à 41,6 heures, soit une heure de plus que dans le reste de l’Union européenne. Seuls l’Autriche et le Royaume-Uni ont une durée normale plus élevée que la Suisse.

#### Main d'œuvre étrangère

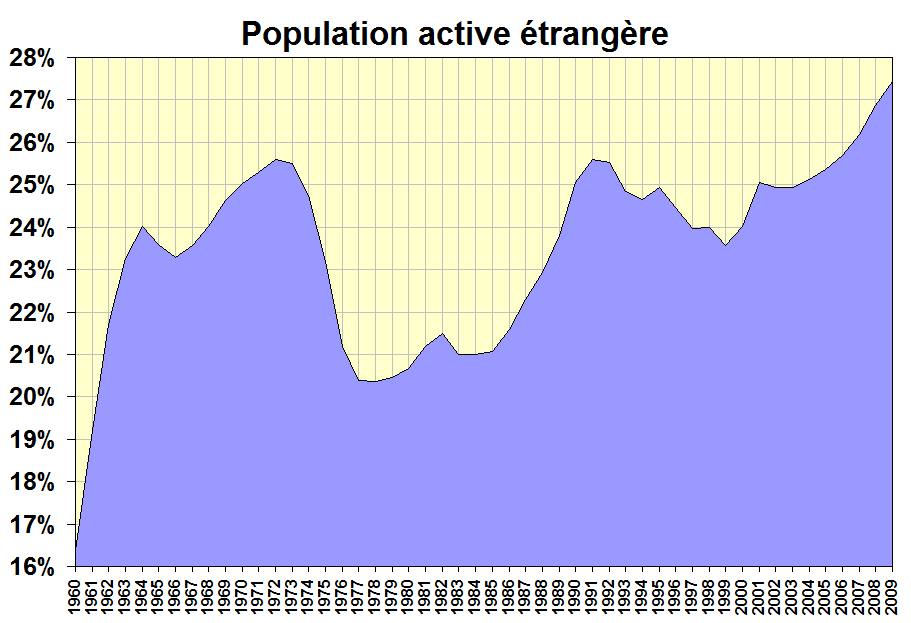
Population active étrangère 1960-2009

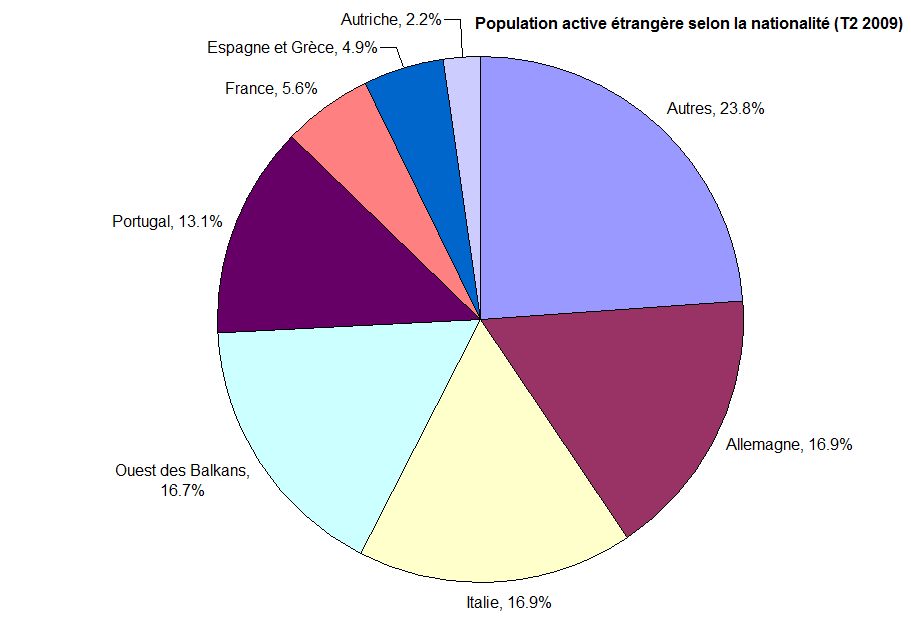
Population active étrangère selon la nationalité (T2 2009)

Après la Seconde Guerre mondiale, la Suisse connaît une croissance soutenue par la demande en provenance des pays voisins en pleine reconstruction. Les premières vagues d'immigration proviennent des régions du nord de l'Italie puis d'Espagne, du Portugal, du sud de l'Italie, de la Yougoslavie et de la Turquie. Le regroupement familial initié dès 1964 avec l'Italie conduit à un accroissement des investissements en infrastructure, favorisant la croissance économique mais aussi l'inflation et la naissance d'un mouvement xénophobe.
C'est alors que la Confédération met en place dans les années 1960 un système de régulation quantitative de l'immigration avec un plafond du nombre d'employés étrangers au sein des entreprises suisses puis, face aux transformations des permis de travail temporaires en permis permanents, avec l'instauration d'un nouveau système en 1970 prévoyant un quota annuel de permis de séjour (annuels et saisonniers) délivrés par canton, fixé en fonction de la situation économique du pays :
- le permis permanent (dit permis C) accordé aux étrangers établis depuis 10 ans et conférant les mêmes droits qu'aux travailleurs suisses ;
- le permis annuel (dit permis B) renouvelable chaque année puis tous les deux ans (après cinq ans) et lié à un emploi spécifique ;
- le permis saisonnier (dit permis A) délivré pour un maximum de neuf mois par an ;
- le permis frontalier renouvelable chaque année durant une période de cinq ans et lié à un emploi spécifique.

Toutefois, les frontaliers, non concernés par ces mesures dans un premier temps, voient leur nombre connaître une croissance importante mais restent dépendants, avec l'instauration d'un permis propre, de la conjoncture économique. C'est aussi dans ce contexte que la qualification professionnelle moyenne des immigrés a tendu à décroître en raison de l'évolution de leur provenance de régions plus pauvres. En 1991, la Confédération décide d'appliquer la politique des « trois cercles » : libéralisation de la circulation des personnes en provenance des pays de l'AELE et de la CEE, politique d'admission restrictive vis-à-vis des États-Unis, du Canada et de l'Europe de l'Est et recrutements au cas par cas pour les autres pays.

#### Chômage
La Seconde Guerre mondiale inaugure une période de plein emploi jalonnée de quelques très légers fléchissements : 250 000 emplois disparaissent entre 1974 et 1976 mais sans conséquences sur les chiffres du chômage car, faute d'assurance obligatoire, quelque 170 000 étrangers licenciés regagnent leur pays d'origine tandis que les salariés suisses non protégés abandonnent le marché du travail. Le taux de chômage atteint ainsi 0,7 % en 1976 puis 0,2 % en 1981 et 1,1 % en 1984. Avec d'une assurance chômage obligatoire, instaurée dès le 1er avril 1977 et dont les prestations sont améliorées en 1984, et l'arrivée de la crise des années 1990, les chômeurs s'inscrivent davantage — le phénomène devenant moins tabou — et leur nombre augmente jusqu'à atteindre en 1992 une ampleur comparable à celle de la crise de 1929. Il dépasse pour la première fois les 200 000 en janvier 1997 pour atteindre en février un maximum de 206 291 (5,7 %).
Le chômage est resté particulièrement bas en Suisse, contrairement à ses pays voisins, malgré une augmentation depuis les années 1990. La littérature spécialisée avance les explications suivantes aux bonnes performances suisses :
- les relations décentralisées entre employeurs et employés et la paix du travail ;
- la valorisation de la formation professionnelle et la double formation en école et entreprise ;
- la flexibilité de la population active ;
- la structure économique équilibrée (pas de branches en déclin) ;
- une politique macro-économique basée sur le contrôle direct de la masse monétaire et l'équilibre budgétaire.

En 2011, il y avait 122 892 personnes au chômage soit 3,1 % de la population. Les premiers touchés sont les étrangers (6,1 %), dont le niveau de qualification est en général plus faible, puis les Suisses romands (francophones) et les Tessinois (italophones) (4,6 %) alors que le taux de chômage le plus faible se trouve dans les régions alémaniques (germanophones) (2,5 %). Les plus importants taux de chômage sont concentrés dans les grands centres urbains tels Zurich ou Genève et parmi les travailleurs jeunes (les 15 à 24 ans connaissant toutefois des périodes de chômage plus courtes que la moyenne) et peu qualifiés.
Les statistiques sont établies par l'Office fédéral de l'industrie, des arts et métiers et du travail (actuel Secrétariat d'État à l'économie) à partir des chiffres transmis par les offices cantonaux de l'emploi. Ils ne prennent en compte que les travailleurs inscrits auprès des offices cantonaux, afin de bénéficier des prestations de l'assurance chômage, et non les femmes désirant se réinsérer dans le marché du travail ou les personnes ayant épuisé leur droit aux indemnités. Depuis 1991, l'Office fédéral de la statistique mène pour sa part une enquête, l'enquête suisse sur la population active (ESPA) sur un échantillon de 16 000 à 18 000 personnes représentatives de la population active au cours du second trimestre de chaque année.
Le 21 septembre 2020, l'agence d'information financière AWP a annoncé qu'environ 6000 emplois avaient été supprimés en Suisse en raison de la pandémie de Covid-19. Les secteurs du transport aérien, du tourisme et de l'hôtellerie sont extrêmement touchés par la crise.
Le 8 décembre 2020, selon le Secrétariat d'État à l'économie, le taux de chômage en Suisse avait légèrement augmenté en novembre.

#### Partenaires sociaux
Les relations de travail en Suisse sont caractérisées par une longue tradition de concertation. C'est la convention historique de 1937, connue sous le nom de « paix du travail », conclue au sein de l'industrie des machines, qui en est à l'origine. Les relations sont concrétisées par des conventions collectives de travail — accord négocié à intervalles réguliers entre les syndicats et les associations patronales — qui fixent les conditions de travail minimales, y compris les hausses de salaires, et interdisent en principe le recours à la grève pour les salariés et le lock-out pour les employeurs. L'article 28 de la constitution de la Suisse garantit le droit de grève (alinéa 3) tout en précisant que « les conflits sont, autant que possible, réglés par la négociation ou la médiation » (alinéa 2). La Confédération se limite à un rôle de médiateur et peut étendre une convention à une branche entière en fonction de la représentativité des acteurs en présence. En 1992, 1 146 conventions sont en vigueur et couvrent plus de 1,4 million de travailleurs, soit deux cinquièmes de la population active occupée.
L'Union syndicale suisse (USS), la Fédération des sociétés suisses d'employés et la Confédération des syndicats chrétiens représentent au début des années 1990 environ un cinquième de la population active. Le taux de syndicalisation est alors d'environ 30 %, ce qui est relativement bas comparé au niveau international. En octobre 2004, les syndicats du Syndicat industrie et bâtiment (SIB), de la Fédération suisse des travailleurs de la métallurgie et de l'horlogerie (FTMH) et de la Fédération suisse des travailleurs du commerce, des transports et de l'alimentation (FCTA) ont décidé de fusionner pour donner naissance à Unia (membre de l'USS) qui fédère désormais 200 000 personnes dans environ 60 branches professionnelles.
Les employeurs sont pour leur part regroupés au sein de l'Union patronale suisse et d'Économiesuisse, organisation patronale résultant de la fusion de l'Union suisse du commerce et de l'industrie (plus connue sous le nom de Vorort) et de la Société pour le développement de l'économie suisse.

#### Lois sur le travail
Le contrat de travail, est soumis au Code des obligations, de l'art. 319 à l'art. 362.
Il existe différentes Lois sur le travail, en fonction du secteur d'activité.
- Loi sur le personnel de la Confédération
- Loi fédérale sur le travail dans l’industrie, l’artisanat et le commerce.
- Loi fédérale sur le travail dans les entreprises de transports publics
- Loi fédérale sur le travail à domicile
- Loi sur le travail au noir

À noter, que se trouvent également plusieurs ordonnances dans chacune de ces lois, qui peuvent déroger aux lois sous certaines conditions, varier en fonction d'autres secteurs d'activités, comme les hôpitaux par exemple ou d'autres catégories de travailleurs, comme les jeunes travailleurs, les femmes enceintes.

### Rémunérations

#### Revenu cantonal

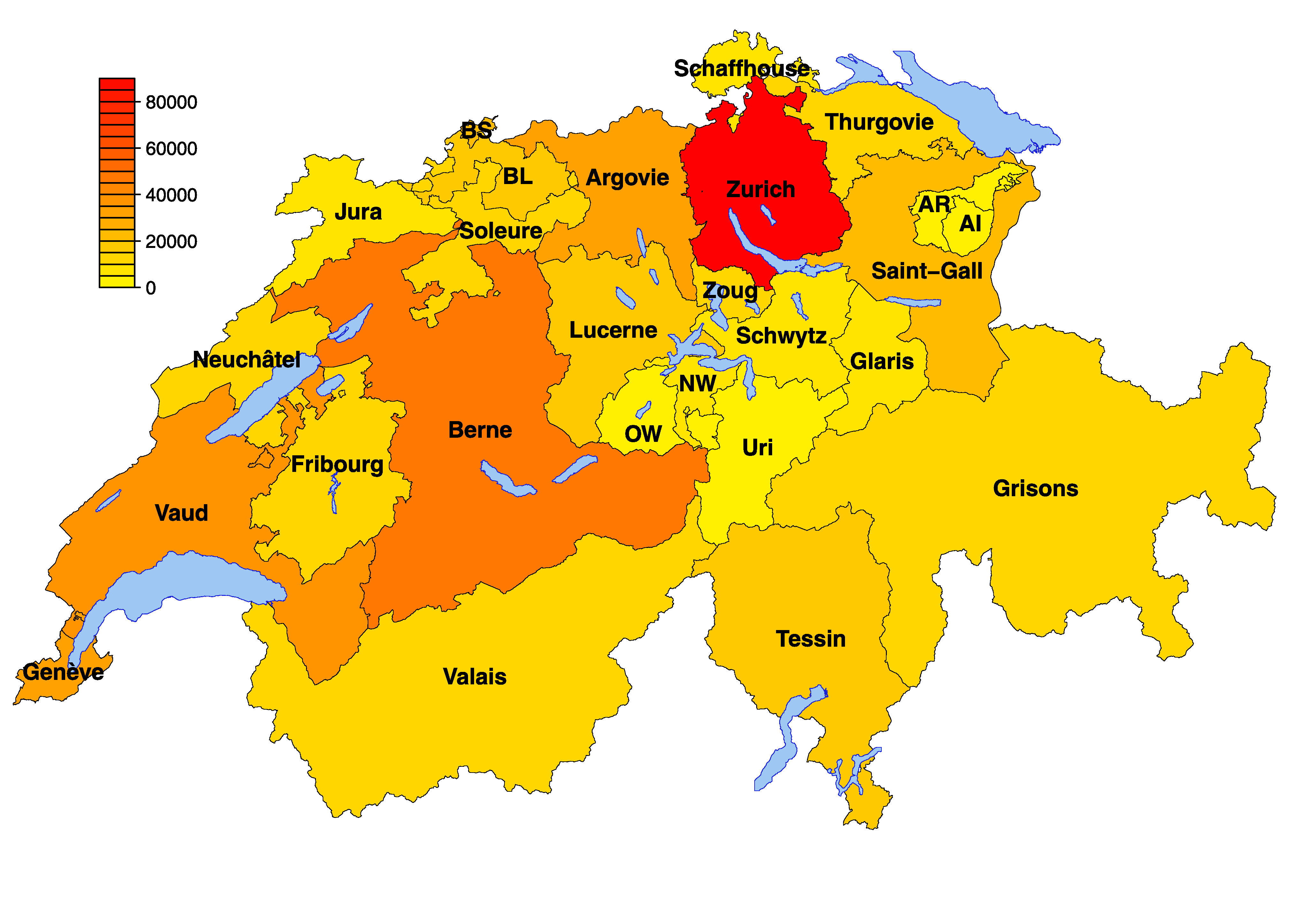
Revenu total des différents cantons en 2007 (millions de francs).

On remarque clairement sur la carte ci-contre la justification du placement de Zurich comme la capitale économique de la Suisse. Avec un revenu d'environ 70 milliards de francs, le canton se situe loin devant les autres.
Chaque région possède sa propre spécialisation et sources de revenus. Ainsi les industries mécaniques de précision et des montres se situent plutôt dans la région du Jura et de Bienne, les finances et la gestion de fortunes à Genève ou Zurich, l'industrie pharmaceutique se situe dans la région bâloise. L'agriculture se situe quant à elle surtout dans des cantons possédant de vastes étendues comme le canton du Valais ou le canton de Berne qui produisent fruits, légumes, produits laitiers et diverses spécialités locales.
Cette différence de revenus entraîne inévitablement des problèmes spécifiques comme l'inégalité des salaires ou encore les prestations sociales qui varient d'un canton à l'autre. Certaines mesures ont été prises par la Confédération pour éviter de voir apparaître une Suisse à deux vitesses : les régions possédant un revenu plus modeste reçoivent davantage d'argent, par le biais d'une péréquation financière, ou pratiquent une charge fiscale plus élevée pour garantir les aides sociales.

#### Revenu individuel
En 2010, le salaire brut médian s’élève à 5979 francs par mois. Le salaire des citadins suisses est en moyenne plus élevé que dans la plupart des autres pays du monde, que cela soit en termes de salaire brut ou en termes de salaire net. En moyenne, un Suisse gagne environ 30 francs par heure et la différence entre le salaire brut et le salaire net est en général moins importante que dans le reste de l'Europe ce qui peut expliquer cette première position. Selon une étude de l'UBS qui a comparé le salaire de treize professions répandues dans les grandes villes à travers le monde, le salaire net des Suisses est le plus élevé (Zurich devant Bâle, Genève et Lugano) juste devant les pays scandinaves.
Pendant les trente glorieuses, les salaires réels progressèrent de manière soutenue (+ 3,15 %) par année. Cependant, entre 1975 et 2010, cette hausse a chuté à + 0,6 %. En trente-cinq ans, une augmentation annuelle de plus de 2 % n’a été observée qu’à quatre reprises (1978, 1983, 1986 et 2009). Bien que l’écart de salaire entre hommes et femmes diminuent lentement, la rémunération de ces dernières est inférieure, de manière non expliquée par les critères comparatifs pris en compte, de 7,3 à 8,1%.
Bien que l'égalité des sexes soit inscrite dans la constitution de la Suisse, il existe à l'heure actuelle des différences de salaire d'environ 15 % entre les hommes et les femmes dans les entreprises privées selon plusieurs études réalisées sur le sujet. Cet écart de salaire s'explique en partie par le niveau de formation plus élevé des hommes, une différence qui tend toutefois à s'amoindrir.

### Revenus et dépenses des ménages
Le revenu médian brut d'un ménage suisse est 9 369 francs par mois. Le revenu net (après les assurances obligatoires et impots) est 6 650.
Les dépenses liées à l'alimentation se sont considérablement réduites au cours du XXe siècle. Aujourd'hui, les principales dépenses sont liées au logement et à la santé. Les dépenses de consommation atteignent 63,4 % du total et les dépenses de transfert (assurances, impôts, etc.) 36,6 %.
La dépense mensuelle par ménage (constitué en moyenne de 2,2 personnes) atteint 5 374 francs. Les ménages suisses épargnent 1 158 francs par mois.